# Православные храмы Орла
В данной статье представлен перечень православных храмов города Орла, который включает в себя утраченные храмы (разобранные из-за ветхости, разрушенные в результате войн или по идеологическим соображениям), сохранившиеся (восстановленные) и вновь построенные, а также монастырские.
Начало строительства храмов в Орле относится ко времени его основания в 1566 году. Одновременно с Орловской крепостью был заложен и первый городской собор во имя Рождества Пресвятой Богородицы. С течением времени Орёл становился одним из крупных центров хлебной торговли. Его население росло. В середине XVII века в городе кроме Рождественского собора было шесть приходских церквей: Воскресенская, Георгиевская, Никольская, Покровская, Пятницкая, Успенская и две в мужском монастыре — Богоявленская и Борисоглебская. Первоначально все храмовые сооружения были деревянными. Строительство каменных началось в последней четверти XVII века. К середине XVIII века почти все деревянные ветхие храмы заменили на каменные. В XIX веке в Орле стали появляться домовые церкви в учебных заведениях и различных учреждениях. В 1918 году все церковные постройки были национализированы, домовые храмы закрыты. Накануне Октябрьской революции 1917 года в городе насчитывалось более 40 церквей, включая приходские, домовые, кладбищенские, монастырские. Многие из них были разрушены в годы советской власти и Великой Отечественной войны. В конце 1980-х годов лишь в четырёх из десяти сохранившихся приходских и кладбищенских православных церквей проводились религиозные службы: в Ахтырской соборной, Воскресенской, Крестительской и Троицкой. В связи с подготовкой к празднованию 1000-летия крещения Руси в 1998 году и принятия в 1990 году Закона СССР «О свободе совести и религиозных организациях» начался процесс возвращения заброшенных храмов объединениям верующих. К концу 2000-х годов в Орле насчитывалось уже семь действующих приходских церквей, три кладбищенских и две восстановленные в мужском Успенском и женском Введенском монастырях.
Подборка разделов списка выполнена в основном в алфавитном порядке наиболее распространённых названий храмов за исключением Рождественского собора — первого самого древнего орловского храма, возведённого одновременно с основанием Орловской крепости и Тихвинской церкви — главного храма Введенского женского монастыря.

## Утраченные храмы

### Рождественский собор(СоборРождества Пресвятой Богородицы)

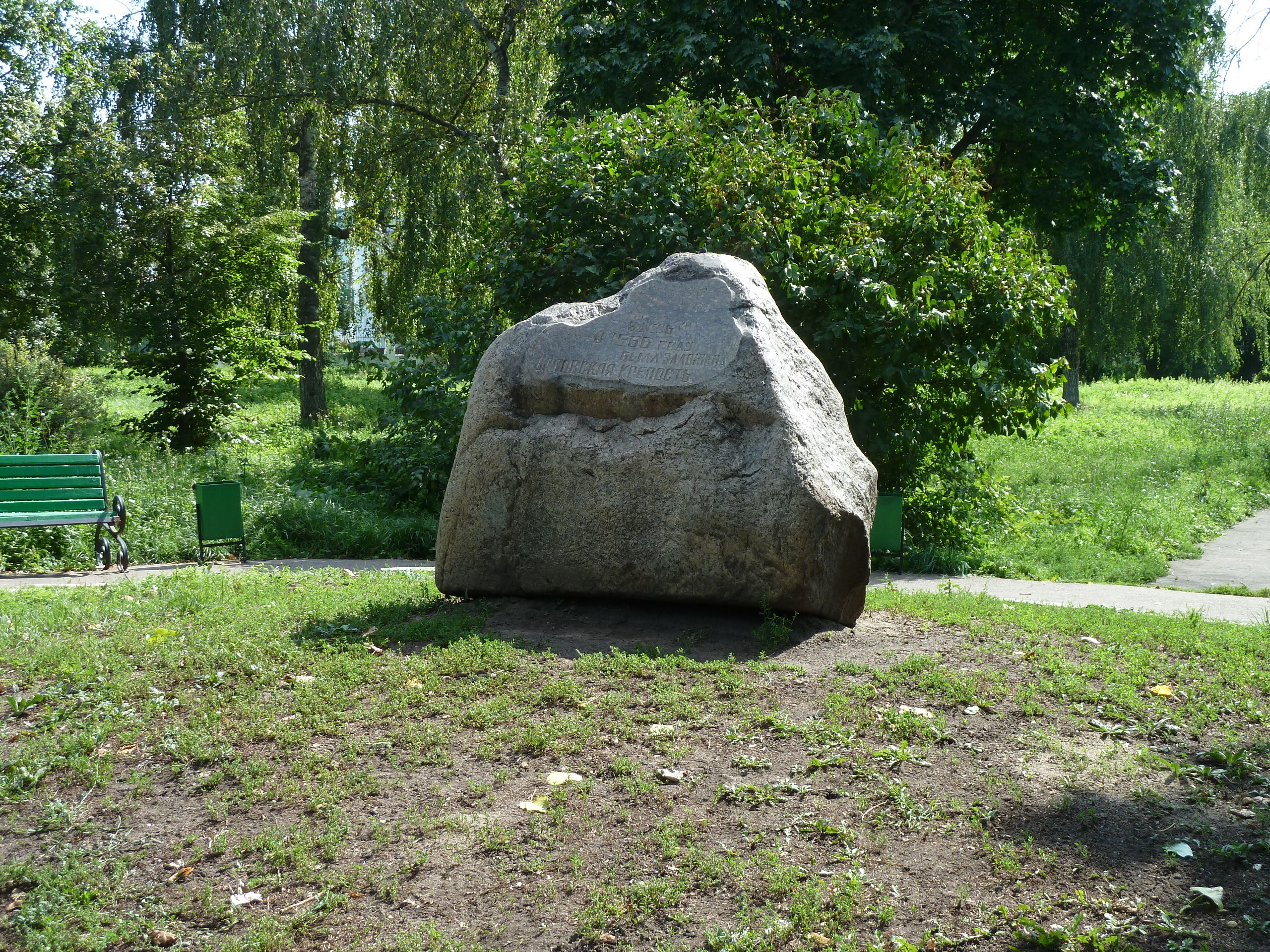
Памятный знак на месте первого орловского храма

Первый деревянный соборный храм на территории Орла был основан и построен одновременно с возведением крепости в 1566 году. Собор был освящён во имя Рождества Пресвятой Богородицы, празднуемого 21 сентября. Деревянный храм пережил несколько перестроек. В 1636 году воеводе Борису Савостьяновичу Колтовскому, который отстраивал крепость после литовского разорения, было указано освятить вновь отстроенную соборную церковь (также деревянную) в то же имя, в которое она «наперёд сего на Орле была». В 1730-х годах был выстроен каменный храм. Рождественский собор простоял на месте слияния Оки и Орлика около 200 лет. Затем его разобрали из-за ветхости, вызванной постоянными наводнениями. Ныне на месте первого орловского собора в мемориальном сквере «Стрелка» находится памятный камень, установленный в 1966 году.

### Борисоглебский собор(СоборстрастотерпцевБориса и Глеба)

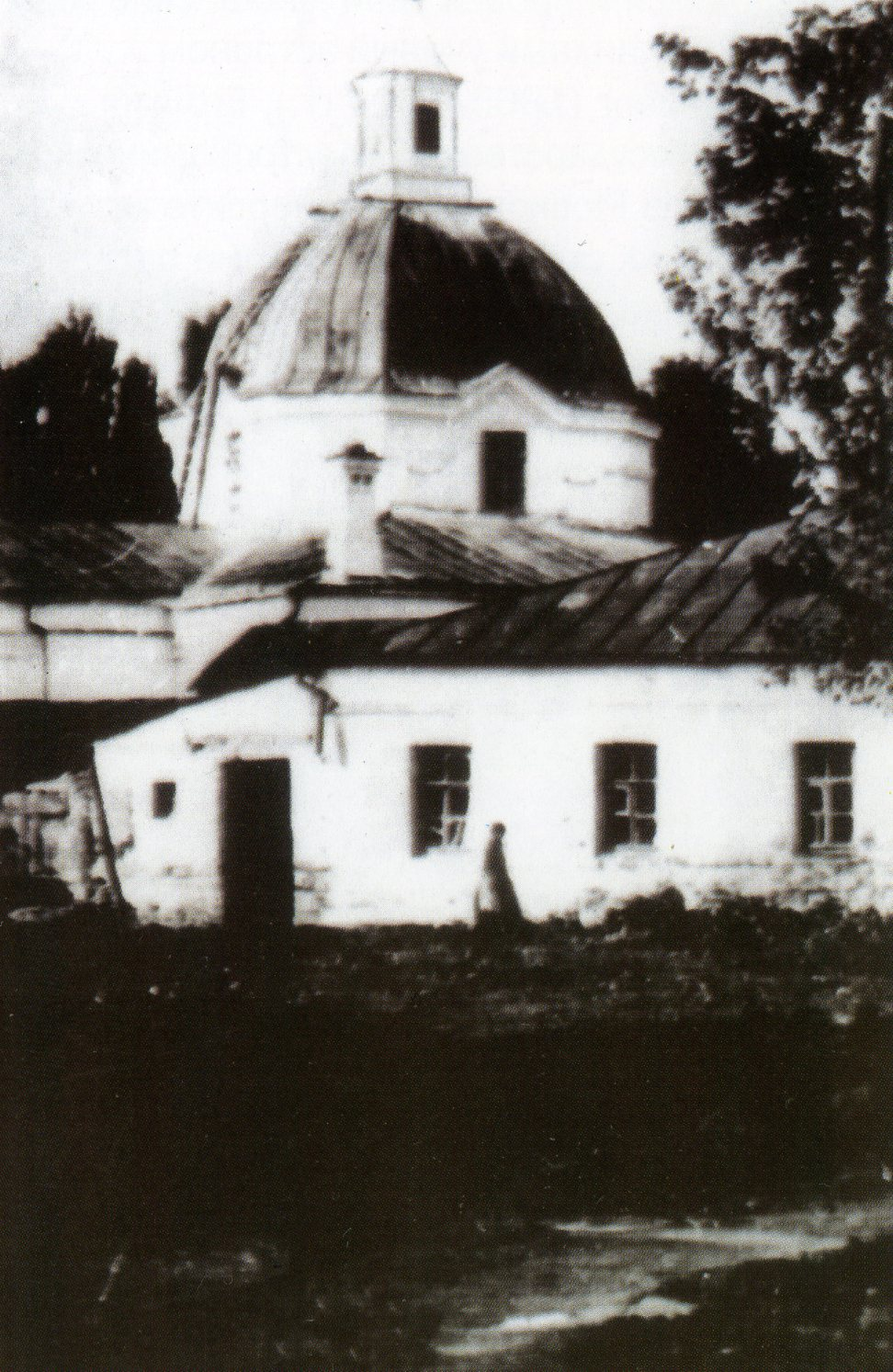
Борисоглебский собор. Фото начала XX века

Введенская церковь. Фото 1912 года

Борисоглебский собор в честь первых русских святых братьев Бориса и Глеба был построен в 1776—1782 годах на средства орловского помещика Б. М. Фёдорова-Кошеверова на территории Борисоглебского кладбища, образованного в 1772 году. В ходе строительства собора в 1778 году кладбище было упразднено и церковь стала приходско́й. Из-за близости храма к присутственным местам и дому губернатора с 1786 по 1841 год храм являлся соборной церковью (малый собор). В 1818 году в соборе был крещён классик русской литературы писатель-орловец Иван Сергеевич Тургенев. В 1841 году храм пострадал из-за пожара, но был быстро восстановлен. В разные годы во время визитов в Орёл его посещали императоры Александр I (1823), Николай I (1834), Александр II (1837) и другие члены императорской фамилии. После Октябрьской революции храм был национализирован советской властью и закрыт. В 1929 году по постановлению местных властей здание собора передали под мастерские педагогического техникума. Перед войной использовался под склад орловского гарнизона НКВД. Перед оккупацией города немцами в ночь на 3 октября 1941 года собор сгорел. В настоящее время (2024) на месте собора (на улице Салтыкова-Щедрина, 37) располагается здание медико-санитарной части МВД России по Орловской области.

### Введенская церковь(ЦерковьВведения во храм Пресвятой Богородицы)
Каменная церковь во имя Введения во храм Пресвятой Богородицы была построена в 1703—1708 годах рядом с будущей Болховской улицей, как главная церковь Введенского девичьего монастыря, основанного в 1685 году. В 1843 году монастырь сгорел и был перенесён в другую часть города, а уцелевшая Введенская церковь после ремонта и реконструкции стала приходско́й епархиального женского училища. После Октябрьской революции в 1921—1923 годах церковь была национализирована и закрыта, а здание передано под клуб «Кожтреста». Церковь сгорела перед оккупацией города немцами в ночь на 3 октября 1941 года. После войны на месте храма в 1963 году построили типографию «Труд».

### Воскресенская церковь(ЦерковьОбновления храма Воскресения Христова [Воскресения слову́щего])

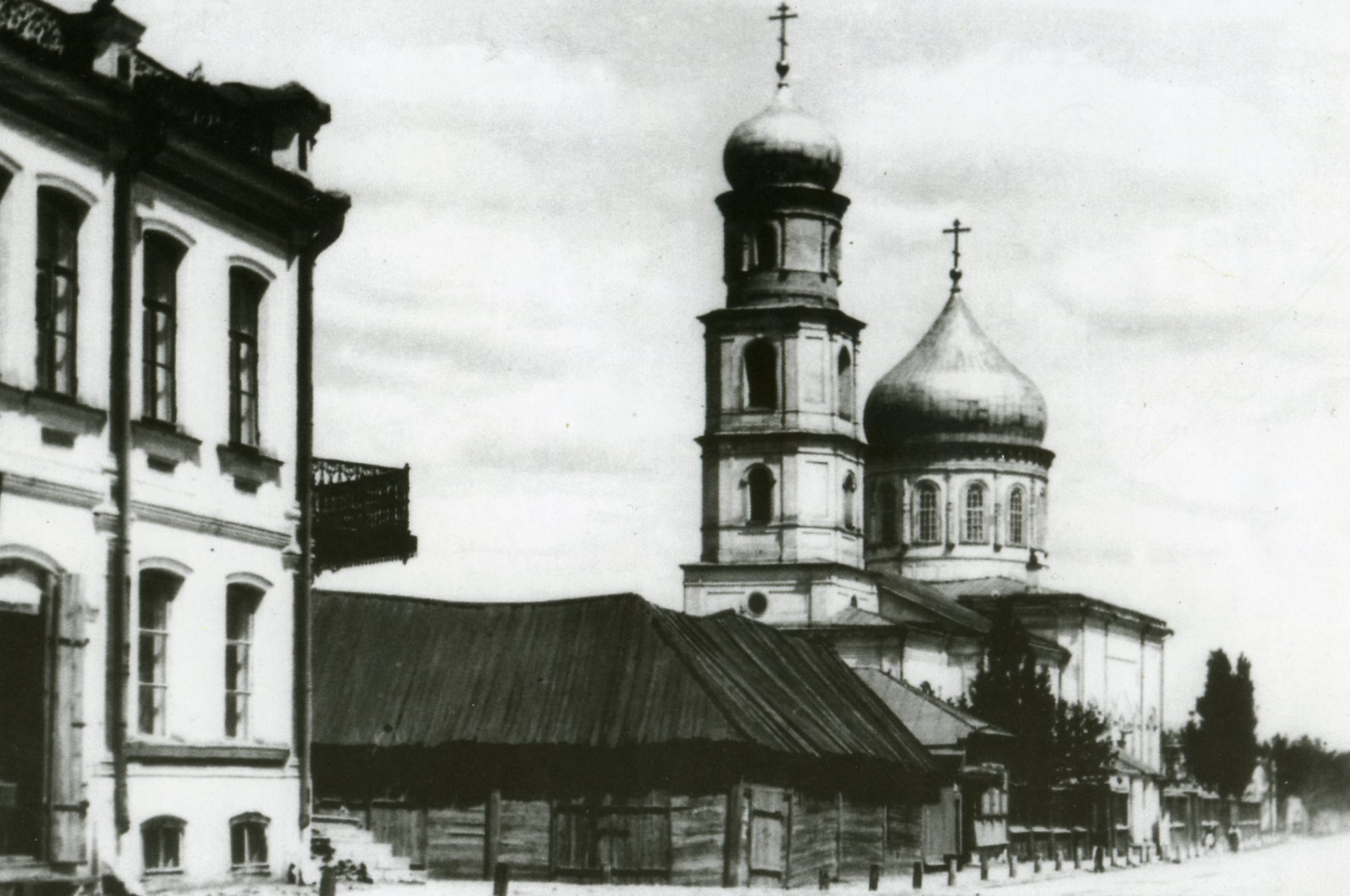
Воскресенская церковь.
Фото начала XX века

Старая деревянная Воскресенская церковь с приделом Илии Пророка существовала с XVII века и находилась в Студёной стрелецкой слободе на месте современного Николо-Песковского храма (улица Нормандия-Неман, 73 А). При польско-литовском нашествии и разорении Орла церковь повторила судьбу города и была сожжена. При восстановлении орловской крепости в 1636 году воевода Борис Колтовский указал орловским стрельцам селиться на новом месте в черте городских укреплений в Новоприборной стрелецкой слободе (район современного центрального рынка), где стрельцы построили свой приходской храм (ныне переулок Воскресенский, двор дома 13 А), освятив его в память о некогда бывшей в их слободе церкви в то же имя. Во время городского пожара 1673 года церковь сгорела но была восстановлена. В 1688 году священник Фома Гаврилов на месте деревянного выстроил каменный двухэтажный храм с колокольней. В конце 70-х — начале 80-х годов XVIII века при церкви существовала богадельня. Храм с богадельней именовался в народе «Воскресенской лаврой». В 1811 году в нижнем этаже храма был устроен придел во имя Всех Святых, а в 1822 году там же устроили ещё один придел во имя иконы Божией Матери Всех Скорбящих Радость. В 1840 году стараниями церковного старосты купца Николая Иосифовича Подшивалова было начато строительство новой Воскресенской церкви. В 1842 году освятили трапезную — тёплую часть нового храма, а в 1865 году была освящена и сама церковь (холодная) — кирпичная однокупольная четырёхстолпная в псевдорусском стиле. Храм имел пять престолов: главный — в память Обновления храма Воскресения Христова; в правом приделе — престол во имя Святого великомученика Пантелеймона, в левом — во имя Всех Святых; в трапезной — во имя иконы Божией Матери Всех скорбящих Радость и во имя Илии Пророка. В 1890 году была построена каменная многоярусная колокольня. До 1890 года использовалась колокольня прежней церкви. 1 сентября 1900 года при церкви открылась одноклассная церковно-приходская школа. В 1930-е годы церковь закрыли и здание использовалось под складские помещения. В конце 1930-х годах храм был разобран вместе с колокольней на стройматериалы для городских общественно-хозяйственных нужд.

### Георгиевская (Сретенская) церковь(ЦерковьГеоргия Победоносца)

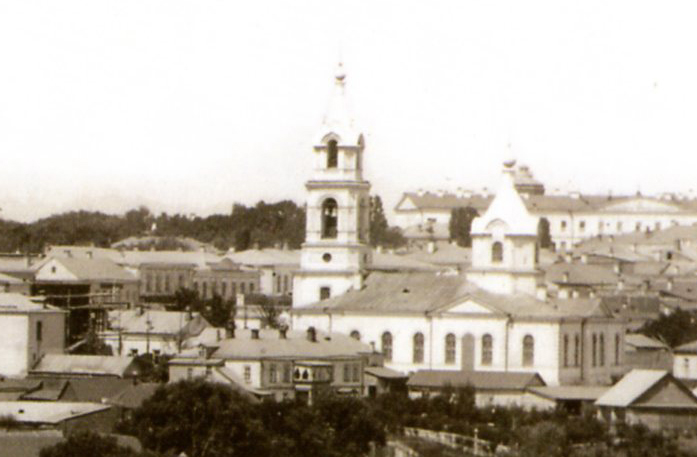
Вид на Георгиевскую церковь на Болховской улице (ныне улица Ленина). Фото начала XX века

Деревянная Георгиевская церковь существовала со времён основания города Орла. По церкви получила название прилегающая местность — «Егорьевская гора». В XVIII веке улица, на которой располагалась церковь, наименовывается «Болховской». В 1726—1732 годах при помощи провинциального секретаря Орловской провинции Д. И. Леонтьева-Оловенникова была построена каменная Сретенская церковь с приделом во имя великомученика Святого Георгия. В 1889—1891 годах старостою церкви купцом И. Л. Леваковым были проведены капитальные работы по реконструкции храма; построены и освящены новая колокольня, боковые приделы Георгиевский и Иверский, и главный престол в честь Сретенья Господня. Колокольня храма стала видна из любой точки губернского города. Панорамные фотографии центра Орла и Болховской улицы запечатлевали силуэт Георгиевской церкви, удачно вписывающейся в архитектуру города. Церковь была закрыта в 1930 году. В феврале 1946 года комиссия по оценке состояния, пережившего войну полуразрушенного фашистами храма, признала здание церкви ветхим и оно было разобрано с использованием кирпича для нужд городского строительства. На её месте в 1952 году построили кинотеатр «Победа». Разобраны были колокольня и купол, но часть храма, где находился алтарь, осталась нетронутой. Сводчатые потолки кинотеатра свидетельствуют о частично сохранившемся здании Георгиевской церкви. С 2003 года в Орле ежегодно 6 мая в день памяти святого великомученика Георгия Победоносца совершается крестный ход от Собора Михаила Архангела до входа в кинотеатр «Победа». 6 мая 2007 года на месте бывшей церкви был воздвигнут Поклонный крест в память воинов и горожан, упокоенных на погосте Егорьевской горы с момента основания города Орла.

### Крестовоздвиженская церковь(ЦерковьВоздвижения Креста Господня)

Крестовоздвиженская
церковь.
Фото начала XX века

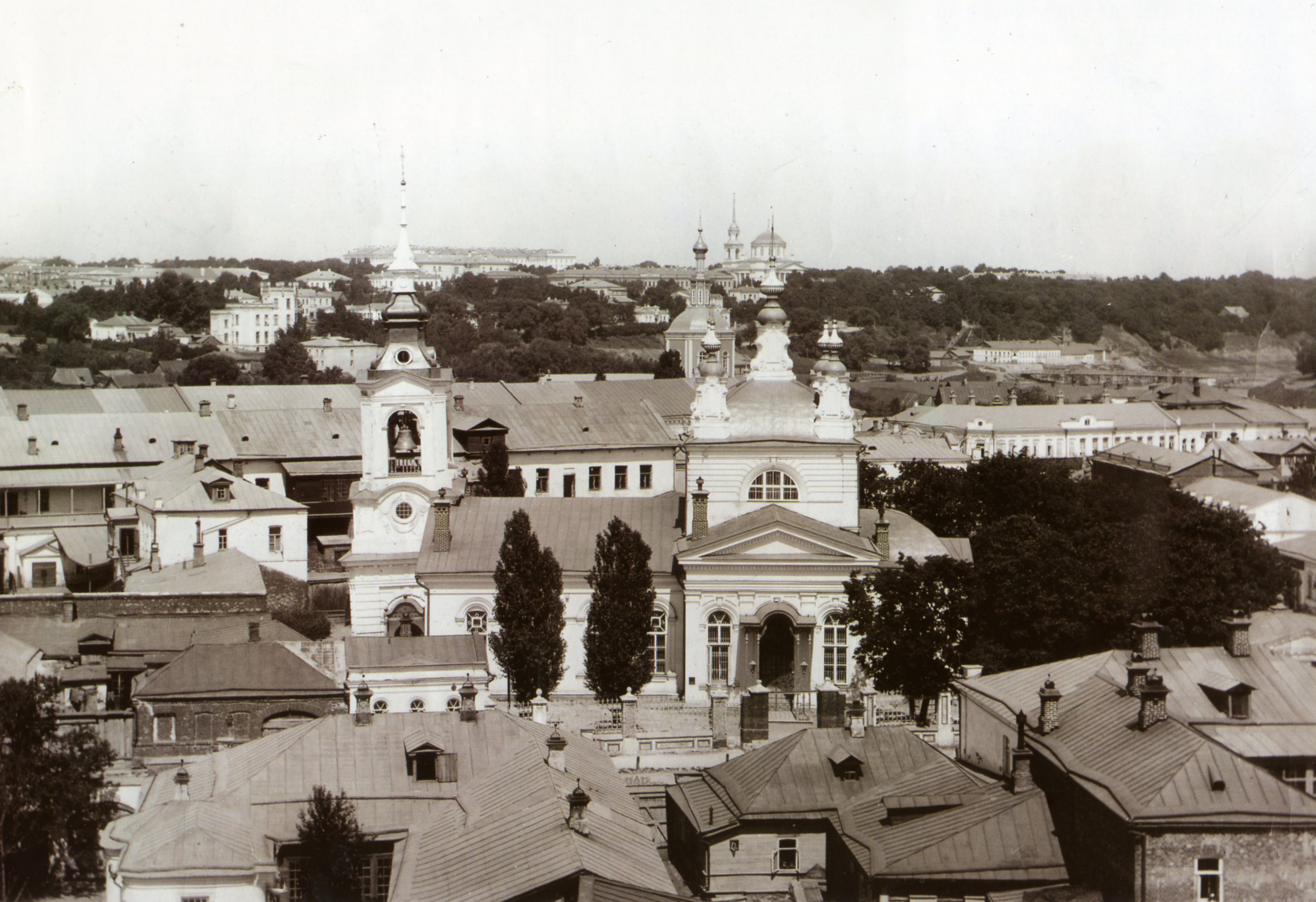
Вид на центральную часть города и церкви: Николы Рыбного, за ней Богоявленская, вдали Петропавловский собор. Фото начала 1900-х годов

Старая Воздвиженская церковь существовала с 1759 года. В 1797 году рядом со старым храмом было заложено новое здание Крестовоздвиженской церкви. В 1809—1810 годах были освящены приделы в честь святого пророка Ильи и евангелиста Иоанна Богослова. Главный алтарь освятили в 1837 году. В том же году разобрали на стройматериалы здание старой церкви, которые пошли на строительство трапезной и колокольни. В 1848 году, во время большого пожара в Орле, храм незначительно пострадал от огня. Церковь являлась окраинной и стояла недалеко от Московских ворот — парадного въезда в Орёл со стороны Москвы. В 1861 году по прибытии из Москвы в церкви стоял гроб с телом героя Отечественной войны 1812 года Алексея Петровича Ермолова перед захоронением его на Троицком кладбище. В 1896 году при храме открылась церковно-приходская школа. В 1929 году храм закрылся и использовался под ссыпной пункт. В 1933 году церковь взорвали. Сейчас на этом месте находится часть сквера возле памятника авиаконструктору Н. Н. Поликарпову и кинотеатр «Родина», построенный в 1940 году.

### Николаевская (Николы Рыбного) церковь(ЦерковьНиколая Чудотворца)
Одна из старейших церквей Орла. Первые упоминания о деревянной церкви Николая Чудотворца с приделом Флора и Лавра относятся к 1644 году. Храм находился в Большом остроге (ныне угол улицы Черкасской и Рыночного переулка), восстановленной орловской крепости после польско-литовского нашествия 1636 года. От расположенных по близости рыбных торговых лавок первоначальное название было «Церковь Николы в Рыбных Рядах», а затем в просторечии церковь получила сокращённое имя «Николы Рыбного». Отстроенная заново церковь стала приходским храмом Стрелецкой слободы. Известно, что в 1755 году к храму было приписано 220 дворов. В 1745 году орловский купец Дмитрий Коченов рядом с Николаевской построил Знаменскую церковь. В 1797 году на месте этих двух церквей выстроили новую каменную трёхпрестольную с колокольней. Главный престол был освящён во имя Святого Николая Чудотворца, а приделы в честь Казанской иконы Божией Матери и Рождества Предтечи, и Крестителя Господня Иоанна. В 1897—1898 годах Николаевский храм был капитально отреставрирован. В 1930-х годах церковь была разобрана. На её месте в послевоенное время располагалось производственное объединение бытового обслуживания населения «Маяк».

### Петропавловский собор(КафедральныйсоборапостоловПетраиПавла)

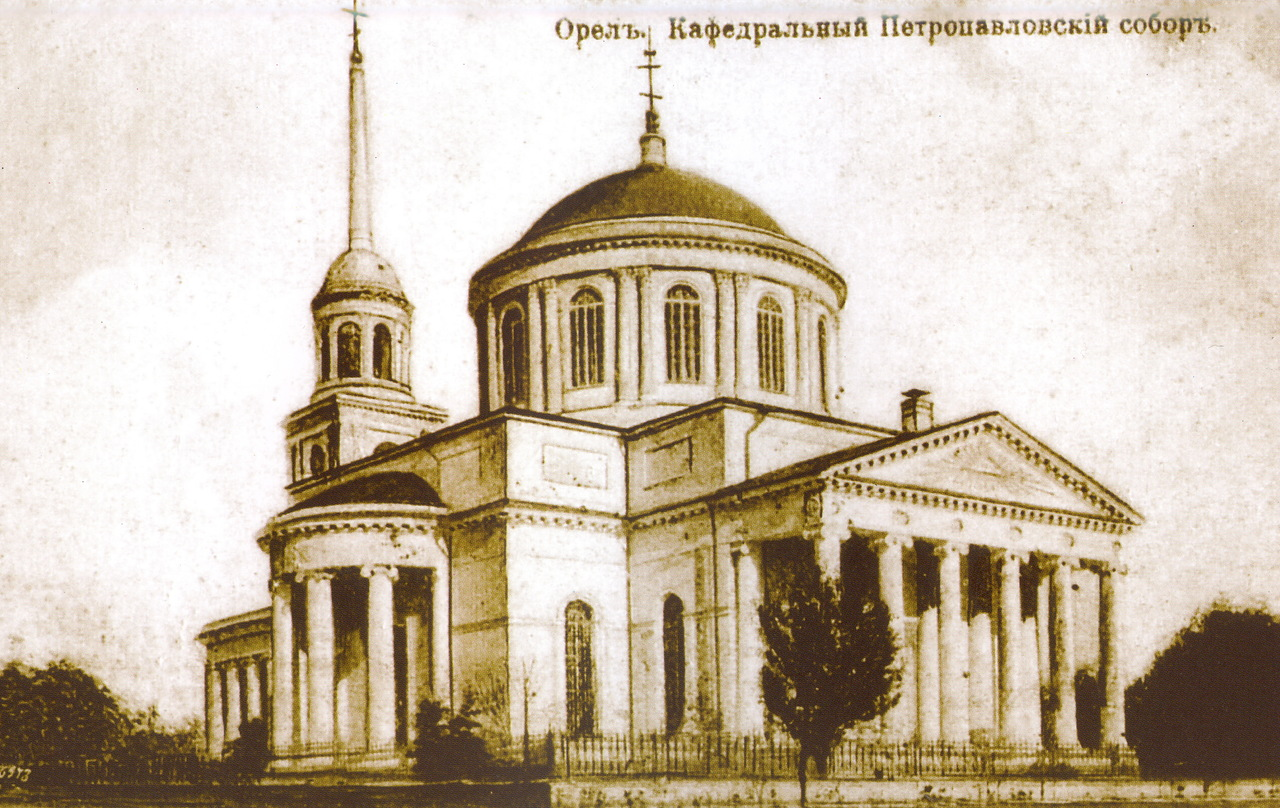
Петропавловский собор.
Фото 1899 года

Собор был заложен в апреле 1797 года, в день коронации Павла I, в Заорлицкой части Орла архиепископом Аполлосом во имя святителя Павла Исповедника — архиепископа Константинопольского (соимённо Павлу I). Строился храм на средства орловского дворянства. С 1820 года епископская кафедра была переведена в Орёл и строящийся Петропавловский собор получил статус кафедрального.
Освящение собора произошло в декабре 1841 года. Но строительство двух приделов и трапезной продолжались. В 1843 году был освящён главный престол во имя Павла Константинопольского и придел Александра Невского и в том же году была возведена колокольня. Храм представлял собой крестообразное в плане здание, увенчанное крупной ротондой, с шестиколонным портиком на восточном фасаде, полукруглыми портиками на боковых фасадах и трёхъярусной колокольней под шпилем. В сентябре 1842 года во время пребывания в Орле строящийся храм посетил Николай I. В сентябре 1851 года в соборе побывал цесаревич Александр Николаевич. В 1853 году богослужения в соборе были прекращены из-за появившихся в здании храма трещин. В процессе ремонта в нём был устроен придел Николая Чудотворца. В 1861 году с разрешения Священного cинода собор был переосвящён. Главный престол переименовали в Петропавловский (в честь апостолов Петра и Павла); боковые приделы: правый — в Александра Невского, левый — в Павла Исповедника. Но стены здания вскоре опять дали трещины. Собор не отапливался и в зимнее время его функции исполняла приписанная к нему соборная Борисоглебская церковь. Во время очередного ремонта храм сделали отапливаемым и стены укрепили металлическими связями. Новое освящение состоялось в декабре 1895 года. После революции, 15 февраля 1923 года храм был закрыт по распоряжению местных властей, здание передано Орловскому центральному актохранилищу, а колокольня использовалась под пожарную каланчу. Собор взорвали в 1940 году. Ныне на его месте располагается Орловская библиотека имени Бунина (бывшая имени Крупской). Петропавловский собор был удостоен посещением императоров Александра II (1873), Николая II (1904) и членов царской семьи: Сергея Александровича с супругой, Михаилом Александровичем.

Церковь 51-го Драгунского полка. Фото 1901 года

### Покровская церковь(ЦерковьПокрова Пресвятой БогородицыприЧерниговском полку)
Церковь была построена в 1899 году и являлась домовым храмом для расквартированного в Орле 51-го Черниговского драгунского (с 1907 года — 17-го Черниговского гусарского) полка и освящена 14 октября в праздник Покрова Пресвятой Богородицы. Каменное здание с деревянным восьмигранным куполом и каменной двухъярусной колокольней имело крестообразный в плане вид. Храм вмещал более тысячи человек. Военная церковь пользовалась покровительством царской семьи. Постановлением Президиума ЦЧО от 31 декабря 1929 года церковь была закрыта. В ней разместили столовую завода им. Медведева. В 1950-х годах была разобрана. Ныне на этом месте располагается детская школа искусств № 2 им. М. И. Глинки.

### Покровская церковь(ЦерковьПокрова Пресвятой Богородицы)

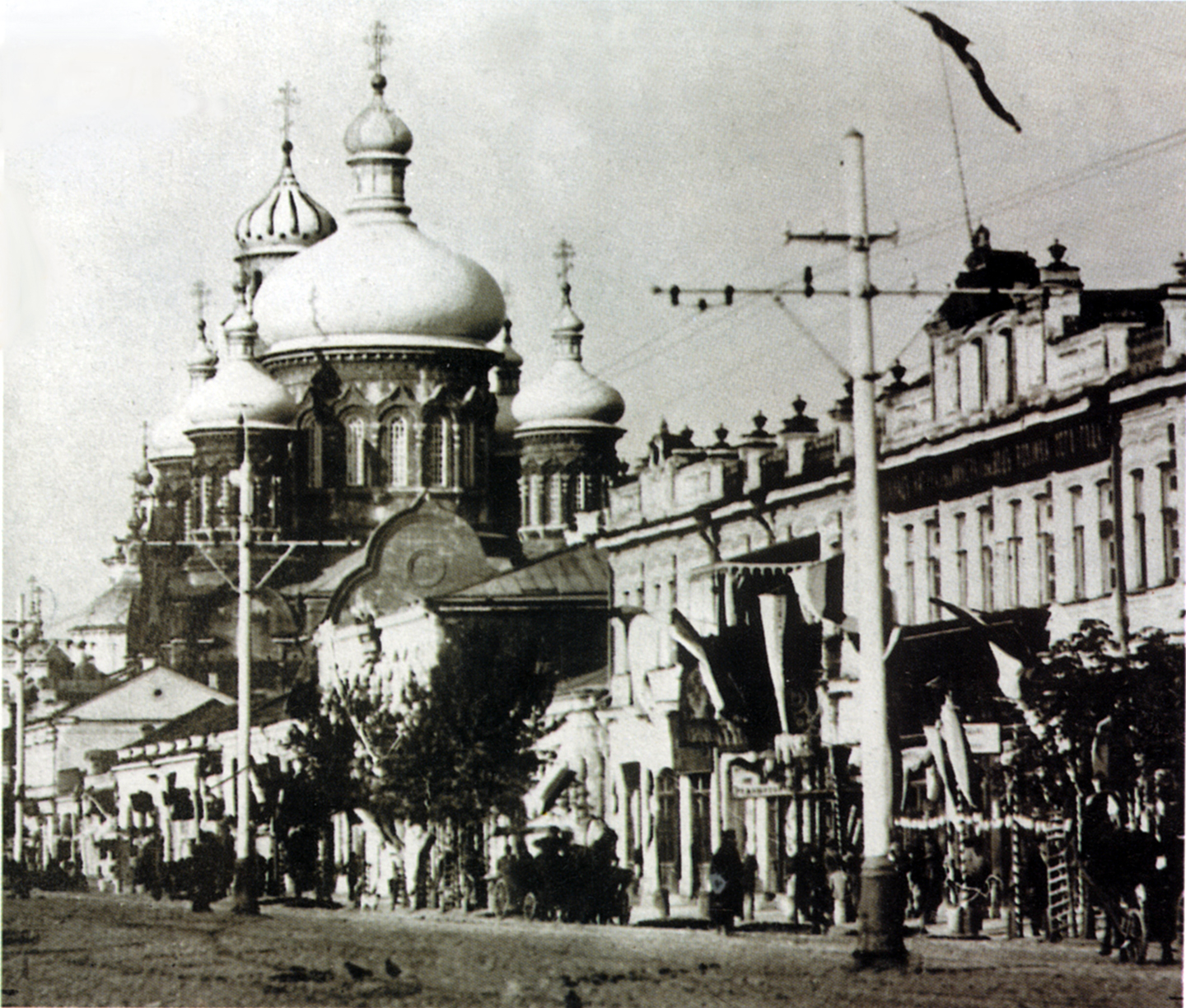
Покровская церковь. Вид с Московской улицы. Фото 1904 года

На ближнем плане Преображенская церковь, на дальнем — Покровская, справа — Мариинский мост через Оку. Фото 1900 года

Преображенская (Пятницкая) церковь. Фото 1863 года

Церковь Покрова Пресвятой Богородицы (деревянная) была известна с XVII века. Храм был выстроен недалеко от деревянного Сошного моста через Оку (позже железный Мариинский, ныне — Красный мост). Каменный храм построили в 1749 году. После городского пожара 1848 года церковь пришлось строить заново. Архитектором Н. Т. Ефимовым был разработан проект пятиглавого большого собора в центре города на Ильинской площади. Новый храм заложили в 1853 году. С 1855 до 1874 года руководил строительством храма церковный староста купец I гильдии А. Н. Перелыгин, а с 1879 года — «попечительный комитет по постройке церкви из прихожан». В 1863 году в процессе строительства обрушились центральный и боковые купола храма. Правый придел храма, во имя святых Жён-мироносиц и левый, в честь святых первоверховных апостолов Петра и Павла были освящены в 1874 году. Вместимость придельного храма составляла 1200 человек. Главный храм с куполом «вчерне» был закончен лишь к 1890 году. В 1900 году в храме был «воздвигнут» первый в городе мраморный иконостас. В 1904 году были закончены все работы и Покровская церковь была освящена. Это была одна из самых величественных и вместительных церквей города Орла. Короткое время церковь была соборной у обновленцев. Несмотря на то, что храм и колокольня уцелели, после войны было принято решение о его сносе. Здание церкви было взорвано в 1948 году. Затем на его месте в 1962 году построили четырёхэтажный Центральный универмаг.
К Покровской церкви была приписана кирпичная часовня преподобного Иосифа Песнописца, сооружённая в 1867 году в память спасения Александра II от покушения в 1866 году. Однокупольная восьмигранная часовня была разрушена как и храм в 1948 году.

### Преображенская (Пятницкая) церковь(ЦерковьПреображения Господня)

Кладбищенская церковь Сергия Радонежского. Фото 1931 года

Деревянная Пятницкая церковь на берегу Оки у Мариинского (ныне Красного) моста была известна с XVII века. Впервые она появляется на чертеже Орла 1728 года. На её месте с 1744 по 1747 год велось строительство нового каменного храма во имя Преображения Господня. В 1832 году была расширена трапезная с двумя приделами в честь Владимирской иконы Божией Матери и святой мученицы Параскевы Пятницы, и построена трёхъярусная колокольня. В 1872—1880 годах на месте главной церкви была возведена новая тёплая более вместительная с двумя приделами Святой Троицы и святителя Алексия. После освящения церкви она стала пятипрестольной. При храме имелась каменная часовня, всегда открытая для верующих. Архитектурный ансамбль Преображенской церкви дополнял Покровский храм, находившийся рядом. Правый берег Оки и Ильинская площадь с расположенными на них храмами в сочетании с Мариинским мостом являлись яркой архитектурной панорамой центра губернского города Орла. Купола соборов и колоколен были видны практически из любой его точки. При храме существовали женское училище (с 1884 года), церковно-приходская школа (с 1887 года), благотворительный приют для бедных детей и богадельня. В 1920-х годах с куполов были сняты православные кресты и золото. В 1929 году церковь закрыли. К началу Великой Отечественной войны из Петропавловского собора в здание был переведён областной архив (Орловское центральное актохранилище). После войны размещался областной архив УВД. 3 апреля 1965 года по решению горисполкома Преображенская церковь была взорвана. Ныне на берегу Оки на месте Преображенской церкви расположен небольшой сквер имени академика Фомина и высотный 14-ти этажный дом.

### Сергиевская церковь(ЦерковьСергия Радонежского)

Единоверческая Успенская церковь.
Фото 1904 года

В 1786 году на высоком правом берегу Оки в районе нынешних улицы Первомайской, Нагорного переулка и территории завода «Орёлтекмаш» началось устройство нового кладбища вместо упразднённого Ахтырского. В том же году была выдана храмозданная грамота на строительство на этом кладбище церкви. Каменную кладбищенскую церковь заложили в 1788 году и через год в декабре 1789 года она была построена и освящена во имя преподобного Сергия Радонежского епископом Аполлосом. Главными спонсорами строительства храма были орловские купцы Г. П. Ситников, С. П. Шушпанов, И. И. Овчинников и И. К. Пастухов. В 1795 году завершилось строительство каменной двухъярусной колокольни. В 1872 году церковь расширили трапезной с двумя приделами. В 1896—1897 годах Сергиевское кладбище обнесли каменной оградой. На кладбище в братской могиле были похоронены русские воины, умершие от ран, полученных в русско-турецкой войне 1877—1878 годов. В марте 1900 года епископ Никанор освятил правый придел храма во имя апостола Андрея Первозванного, а в апреле — левый придел во имя святого Алексия, человека Божьего. При церкви имелась школа грамоты (с 1899 года) и богадельня для женщин. В 1928 году на территории кладбища началось строительство механосборочного цеха завода им. Рыкова (ныне «Орёлтекмаш»). В 1931 году кладбище было упразднено, церковь закрыта, а здание использовалось под нужды завода. Руины храма разобрали после войны.

### Успенская (Ново-Благословенная) церковь(ЦерковьУспения Пресвятой Богородицы)
Находилась на левом берегу Оки в квартале ограниченном улицами 1-й Посадской, Черкасской и Розы Люксембург (бывшая Большая Мещанская). В 1800 году старообрядцам, изъявившим желание присоединиться к Православной церкви на правах единоверия, разрешили построить здесь каменную единоверческую часовню (ныне это двор дома № 45 на улице Черкасской). Рядом находилась ещё одна деревянная дубовая часовня, в которой совершали свои обряды раскольники, не желавшие присоединиться к единоверию. В 1841 году по повелению Николая I в Орле было разрешено учредить единоверческий приход и построить для него церковь. В 1842 году единоверцы получили возможность перестроить единоверческую часовню в Благословенную церковь. После устройства в часовне алтаря, 14 августа того же года он был освящён во имя Успения Божией Матери. Дубовая раскольничья часовня по решению правительства была разобрана. В 1872 году к церкви пристроили тёплую трапезную с двумя приделами: Богоявленским и Всехсвятским. В 1883—1886 годах вместо деревянной звонницы соорудили каменную колокольню и храм обнесли кирпичной оградой. В 1932 году церковь закрыли, а в 1937 (по другим данным после войны) — разобрали. К Успенской церкви была приписана деревянная Николо-Лутовская кладбищенская церковь на старообрядческом кладбище (район «Ботаника»).

## Действующие (восстановленные и вновь построенные) храмы

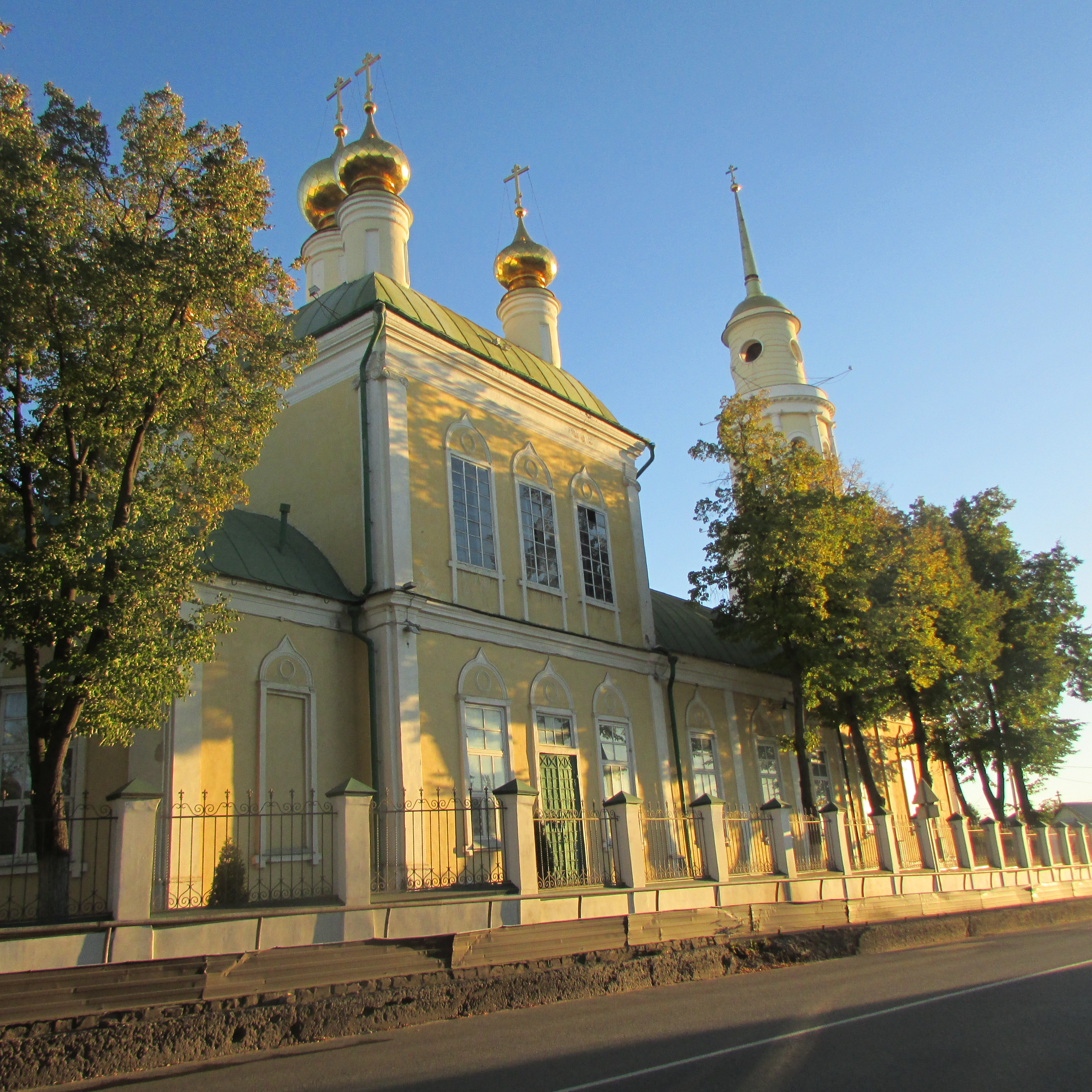
Ахтырский (Никитский) кафедральный собор

### Ахтырский (Никитский) собор(КафедральныйсоборАхтырской иконы Божией Матери)
.
Орёл, ул. 5 августа, 18.
Ахтырская каменная церковь была построена в 1773—1786 годах на средства орловского купца К. С. Пастухова и прихожан на месте деревянной Никитской, существовавшей здесь (в Пятницкой слободе) с XVII века. В народе название «Никитская» сохранилось за храмом и до наших дней. На первом этапе строительства в 1775 году была построена придельная церковь во имя великомученика Никиты. Затем в 1786 году освящена главная церковь в честь иконы Ахтырской Божией Матери. Первоначально церковь была кладбищенской. Она стала первым по времени заложения кладбищенским храмом города согласно сенатского определения 1771 года: «впредь по городам при церквах никого не хоронить, а отвесть для того особые кладбища за городом на выгонных местах и построить при оных, … церкви». В 1786 году после переноса Ахтырского городского кладбища, открытого в 1772 году, на новое место (будущее Сергиевское) стала приходской. Возведённая в 1803 году трапезная вместила в себя Никитский и Казанской иконы Божией Матери приделы. В 1823 году рядом построили колокольню, а в 1870 году по проекту архитектора И. П. Лутохина колокольня была соединена с трапезной. При церкви существовала церковно-приходская школа (с 1897 года). 3 февраля 1938 года церковь была закрыта. Вновь открыта 15 марта 1942 года во время оккупации города немецкими войсками. С мая 1962 года является Орловским кафедральным собором.

### Богоявленский собор(СоборБогоявления Господня)
.
Орёл, Богоявленская площадь, 1.

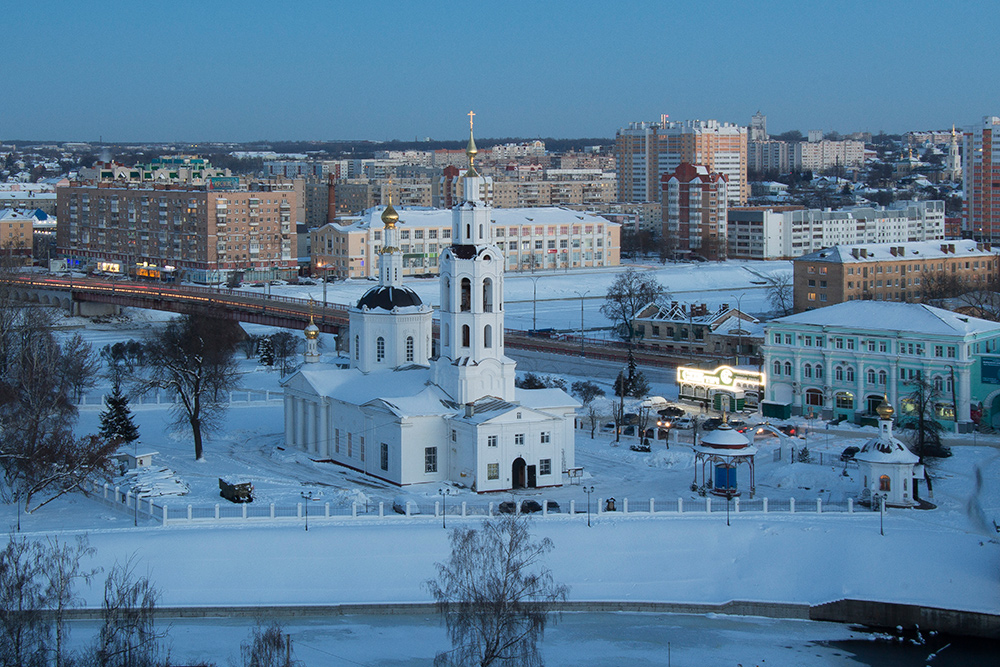
Богоявленский собор

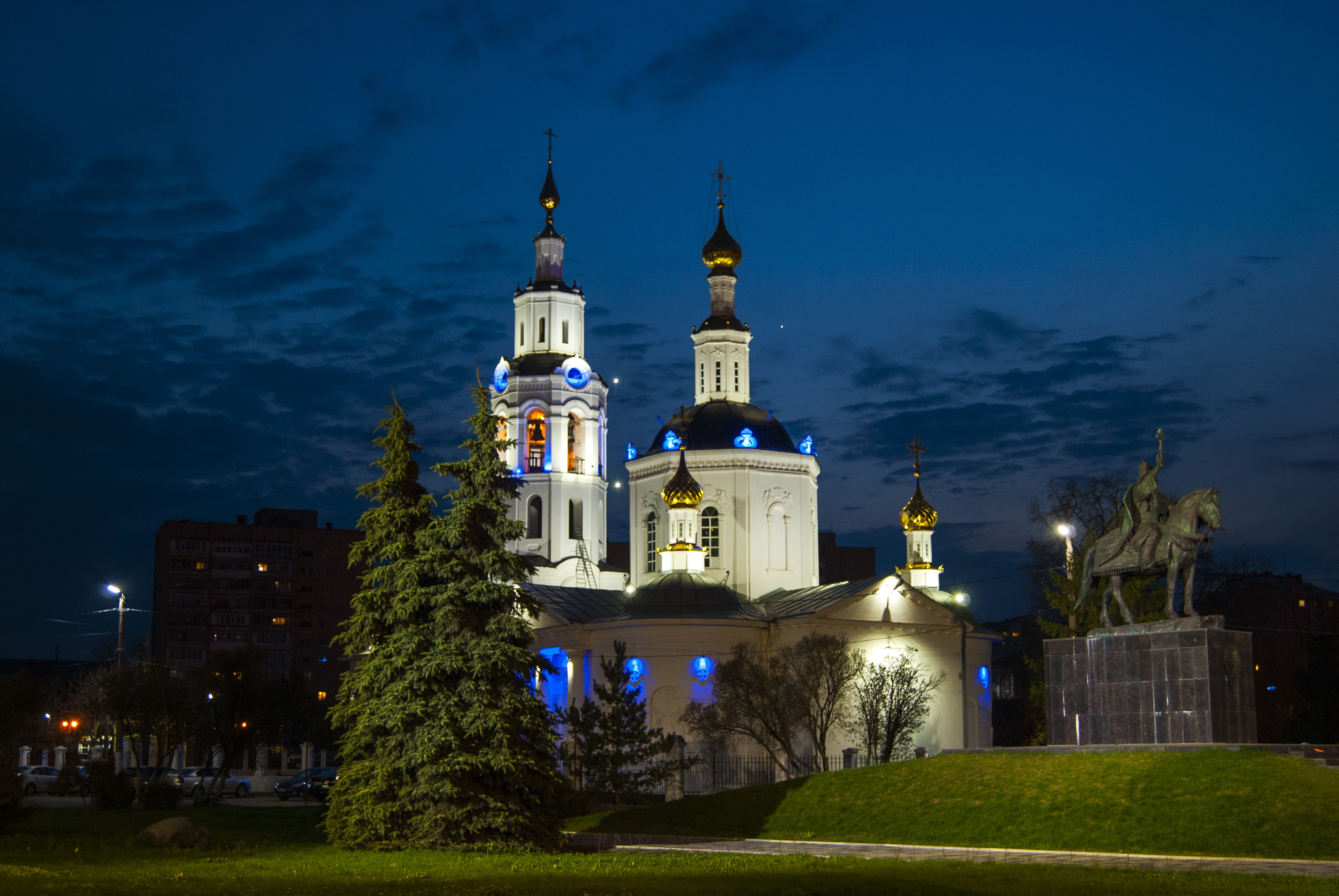
Вечерний собор. Справа памятник Ивану Грозному

Деревянная Богоявленская церковь с Николаевским и Косьма-Дамиановским приделами была построена в 1641—1646 годах на территории Большого острога Орловской крепости. При церкви в 1655 году возник одноимённый мужской монастырь, существовавший здесь до 1680 года. В 1680 году пожар уничтожил монастырь и он был перенесён ниже по течению Оки на Ввозную гору, и переименован в Свято-Успенский, а церковь вскоре обращена в приходскую. Сгорела ли во время пожара сама церковь или же сильно пострадала доподлинно не известно. Новое каменное здание Богоявленского храма было построено, предположительно, в первом десятилетии XVIII века. Ни в одном из известных исторических источников данный этап истории строительства храма не упомянут. В 1779 году церковь имела три престола: главный — Богоявления Господня, придельные — Вознесения Господня и Борисоглебский. В 1822 году на стоявшей отдельно колокольне был установлен большой церковный колокол весом 568 пудов. В 1837—1838 годах храм был существенно перестроен и расширен, трапезная соединена с колокольней, сооружена каменная ограда с главными воротами. К существовавшим трём престолам добавились ещё два: иконы Пресвятой Богородицы «Всех скорбящих Радость» и Косьмы и Дамиана. Церковь стала пятипрестольной. В 1900 году была разобрана наклонившаяся колокольня и вместо неё в 1908 году возведена надвратная звонница с двумя боковыми часовнями, ставшая частью церковной ограды. В качестве древнейшего городского храма Богоявленская церковь, не являясь официально соборной, иногда исполняла её функции. После упразднения ветхого Рождественского собора в Богоявленском храме совершались торжественные общественные богослужения. Во время перестроек Петропавловского собора Богоявленская церковь исполняла функции соборного храма.
В 1939 году надвратная звонница и церковная ограда были разобраны, а в здании 1 мая открыт антирелигиозный музей. В период оккупации города немецкими войсками храм 26 декабря 1941 года был заново освящён и стал соборным. Церковь оставалась действующей до начала 1960-х годов. Указом митрополита Орловского Антония (Кротевича) с 25 мая 1962 года кафедральный собор переведён из Богоявленской церкви в Ахтырскую. С 1962 по 1993 год в ней располагался кукольный театр. Согласно разработанного проекта была разобрана главка храма, сняты кресты, внутреннее подкупольное пространство перекрыто плоским потолком, живопись XIX века заштукатурена. В 1988 году венчавшую храм главку восстановили и в 1992-м на ней установили крест. В 1994 году здание вернули церкви. 6 апреля 1996 года храм освятил преосвященный Паисий. В 2009 году на колокольню были подняты благовест и другие основные колокола. В 2013 году колокольня обрела полный комплект колоколов. В конце 2015 года было закончено воссоздание соборной колокольни и Богоявленский храм вновь обрёл завершённый облик. 26 июля 2016 года рядом с собором был установлен памятник Серафиму Саровскому — великому подвижнику Русской церкви, посетившему Орёл и Богоявленский собор в 1784 году.

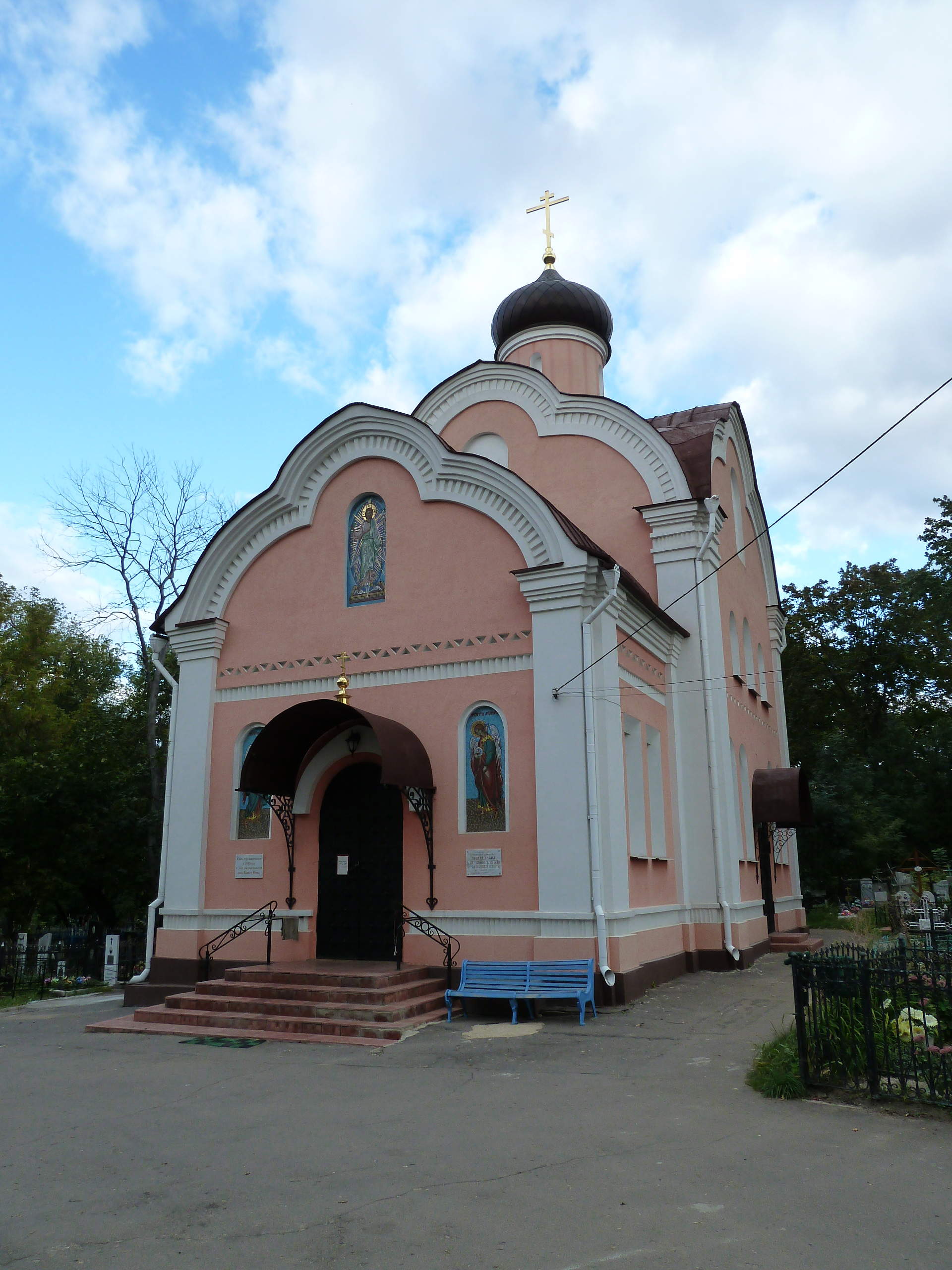
Кладбищенская Воскресенская церковь

### Воскресенская (Афанасьевская) церковь(ЦерковьВоскресения Христова)
Орёл, ул. 1-я Курская, 93.
Деревянная церковь была сооружена в Москве на средства благотворителей генерал-лейтенанта М. А. Духонина с супругой и купца Каверина в память об императоре Александре III. В 1895 году была перевезена в Орёл и поставлена на Афанасьевском кладбище, основанном в 1887 году как кладбище Введенского женского монастыря. Освящена 4 августа того же года во имя Воскресения Христова. В народе название «Афанасьевская» закрепилось и за церковью. Храм представлял собой обшитое тёсом бревенчатое строение на каменном фундаменте в духе ропетовской архитектуры. Во внешнем облике церкви проявилось увлечение узорчатыми формами XVII века. Храм завершался четырёхгранным шатром с декоративными слухами. Украшением церкви являлся резной деревянный трёхъярусный иконостас. Рядом с церковью в 1950-х годах была возведена звонница. Воскресенская церковь на Афанасьевском кладбище до октября 1996 года являлась единственным сохранившимся деревянным культовым памятником архитектуры в области. В ночь с 5 на 6 октября 1996 года в результате поджога церковь сгорела. На её месте по проекту архитектора М. Б. Скоробогатова построен новый каменный храм, освящённый 30 сентября 2001 года.

### Знаменская (Коренная) церковь(ЦерковьКурской-Коренной иконы Божией Матери«Знамение»)
Орёл, ул. Маринченко, 4А.
Храм в честь иконы Божией Матери «Знамение» Курской Коренной был открыт по благословению архиепископа Орловского и Ливенского Паисия в 1998 году. При храме стала действовать одна из самых многочисленных воскресных школ региона. 23 февраля 2023 года митрополит Орловский и Болховский Тихон совершил чин освящения храма. Церковь, внешне выделенная главкой, устроена в приспособленном одноэтажном здании.

### Иверская церковь(ЦерковьИверской иконы Божией Матери)
.
Орёл, ул. Привокзальная, 9.

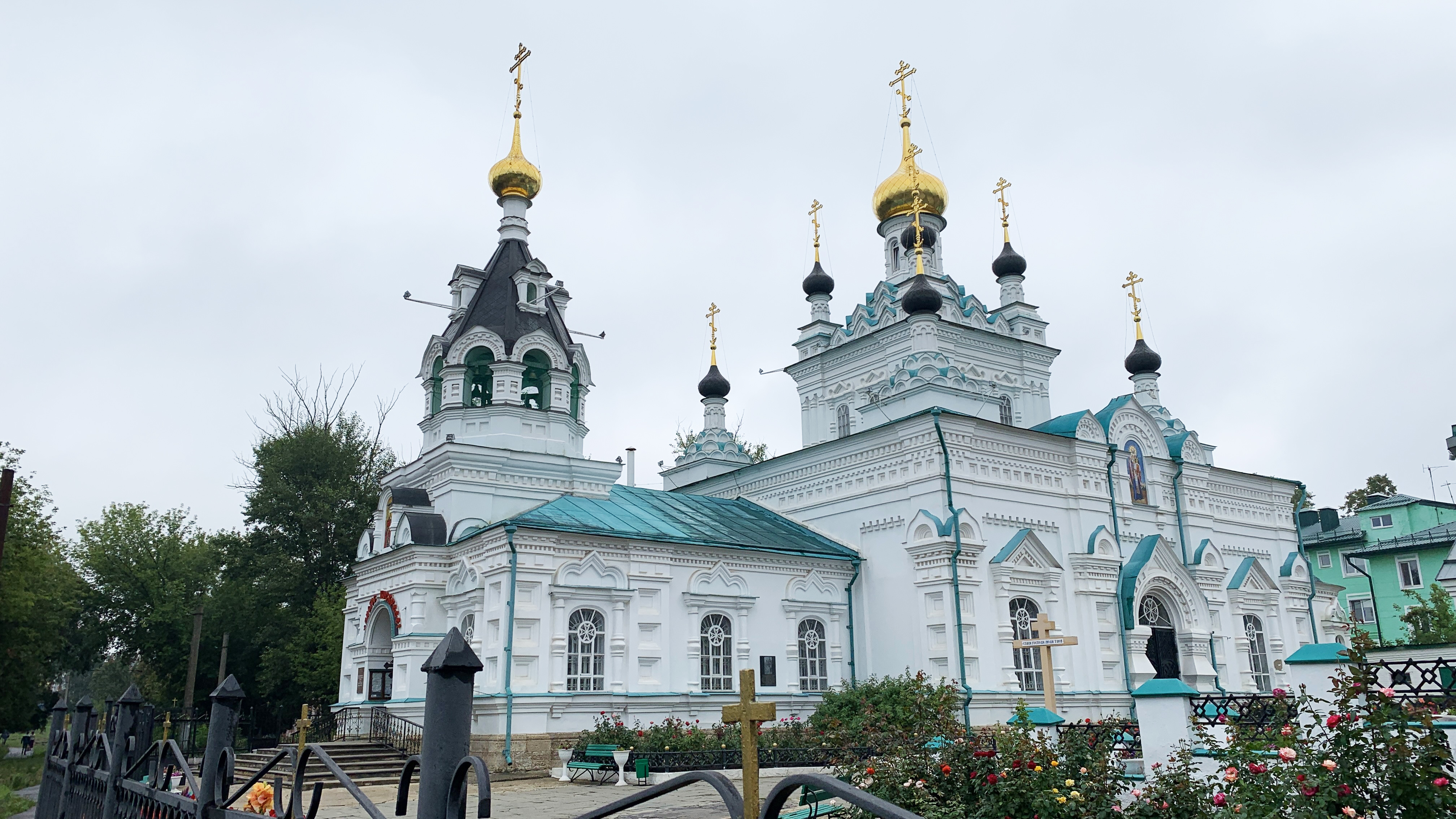
Иверская церковь

Церковь во имя Иверской иконы Божией Матери заложена 25 октября 1899 года в память о коронации императора Николая II. Строилась в «русском стиле» по проекту инженера Московско-Курской железной дороги Н. И. Орлова на средства орловских железнодорожных служащих при содействии Московского общества хоругвеносцев. Главный престол был освящён 26 октября 1902 года епископом Орловским и Севским Иринеем. Храм располагается на равнинной местности юго-восточнее железнодорожного вокзала и западным фасадом выходит к трамвайным путям. В 1903 году был освящён правый придел во имя святителя Николая Чудотворца Мир Ликийских и мученицы царицы Александры, в 1907 году — левый придел во имя Московских святителей и чудотворцев. Церковь имеет трёхъярусное девятиглавое завершение, что придаёт ей большую нарядность. Девятиглавие венчают ажурные, восьмиконечные кресты с растяжками. Трехъярусная шатровая колокольня первым ярусом несколько выступает вперёд, а южным и северным притворами объединяется в общий объём с трапезной. К храму были причислены все рабочие и служащие Московско-Курской и Риго-Орловской железных дорог независимо от места проживания. Главной церковной святыней является Иверская икона Божией Матери — копия образа, установленного на Воскресенских (Иверских) воротах в Москве.
После закрытия церкви в 1923 году, здание было передано под железнодорожную школу. Затем в ней размещались поликлиника и детский сад, в послевоенные годы — складские помещения, керосиновая лавка, магазин, пункт приёма стеклотары. В 1990 году здание возвратили общине верующих и в том же году начались капитальные и реставрационные работы по проекту архитектора М. Б. Скоробогатова. В апреле 1992 года после реконструкции был освящён главный престол. При церкви действует единственный в городе баптистерий для крещения взрослых людей с полным погружением.

#### Церковь иконы Божией Матери «Взыскание погибших»
В 2005 году на северо-западной окраине города Орла на Наугорском кладбище, после получения благословения от Орловского архиепископа Паисия, по инициативе председателя приходского совета Иверской церкви Н. Е. Дёминой на средства Иверского прихода был построен и освящён храм во имя иконы Божией Матери «Взыскание погибших». Небольшая кирпичная одноглавая церковь с шатровой колокольней приписана к Иверской церкви.

### Ильинская (Николо-Песковская) церковь(ЦерковьИльи Пророка)
Колокольня церкви — .

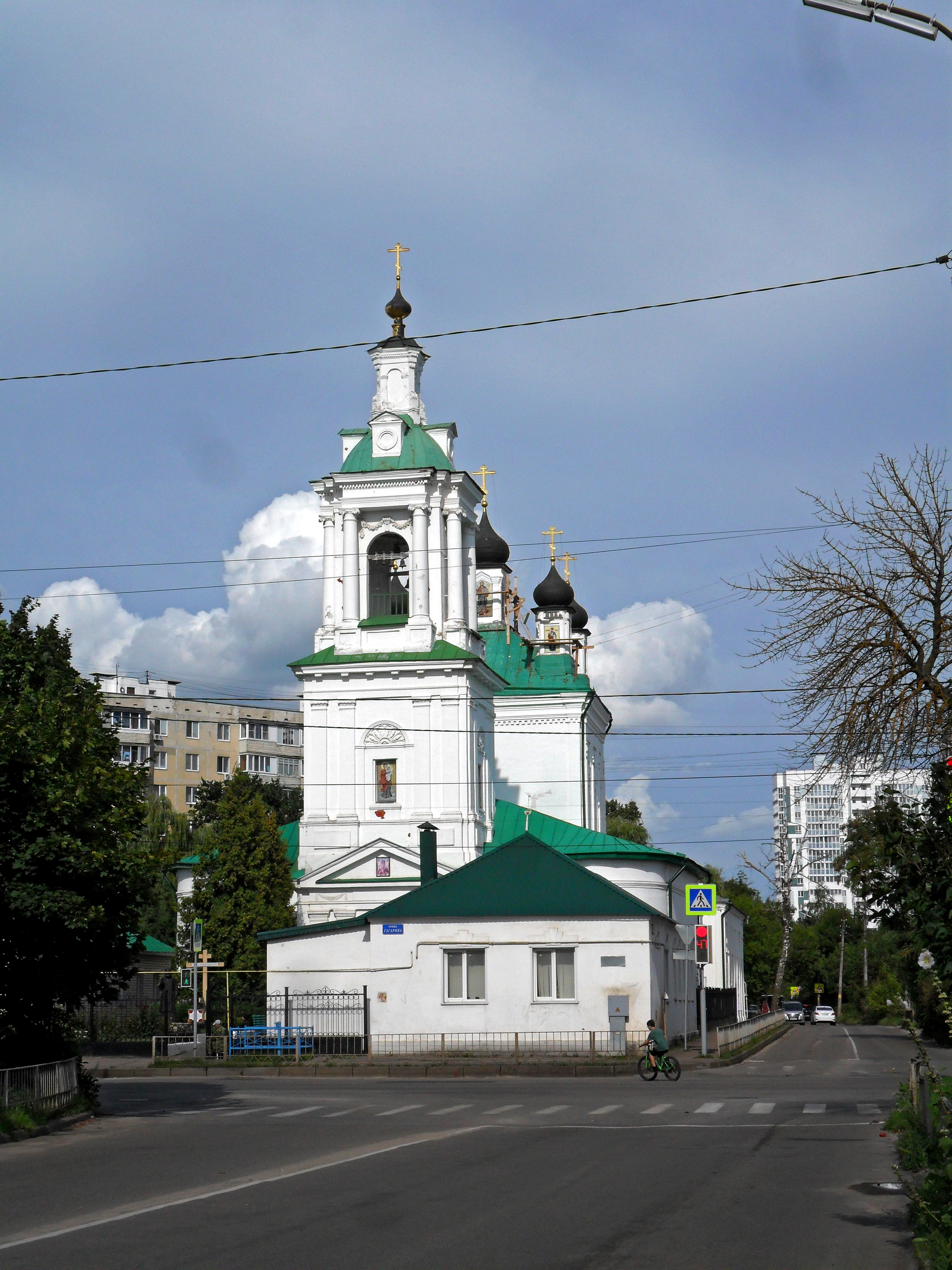
Ильинская (Николо-Песковская) церковь

Орёл, ул. Нормандия-Неман (бывшая Николо-Песковская), 73А.
Заложена с благословения Кирилла, епископа Севского и Брянского, в 1775 году на месте бывшего выгона, где стояла часовня в память о первой деревянной церкви Воскресения Господня с приделом пророка Божия Илии, выстроенной здесь в XVI веке в Стрелецкой слободе при основании города Орла. Возводилась на средства прихожан. В 1776 году был построен и освящён южный придел во имя святителя Николая Чудотворца, а главная церковь с Ильинским алтарём и северным приделом во имя святителя Митрофана, епископа Воронежского, построена в 1790 году. В народе церковь была больше известна под именем «Николы-на-Песках» (по названию улицы Песковской). 30 сентября 1858 года во время большого пожара в Орле пострадали трапезная и колокольня, но вскоре они были восстановлены и обновлены. В конце XIX века вокруг храма устроили железную ограду на кирпичном фундаменте, а перед ним две каменные часовни (не сохранились до наших дней). С 1815 года ежегодно, 2 августа в Ильин день, в храм из всех городских церквей совершался крестный ход в честь победы в Отечественной войне 1812 года. Наиболее чтимыми являлись иконы пророка Илии, святителя Николая Чудотворца и святителя Митрофана Воронежского.
В 1930-х годах церковь была закрыта. После Великой Отечественной войны в здании и её пристройках разместилась швейная фабрика. В 1995 году храм был возвращён верующим. Начались восстановительные и реставрационные работы. С 18 сентября того же года стали проводиться регулярные богослужения. На колокольне установили колокола. В марте 1996 года на церкви установили золочёные кресты. 21 мая 1996 года Паисий, архиепископ Орловский и Ливенский, преподнёс в дар храму частицу мощей Николая Чудотворца. 19 декабря 1997 года был вновь освящён Никольский придел, а в мае 1998-го — придел святителя Митрофана Воронежского. 10 июня 2021 года на территории Николо-Песковского храма состоялось открытие первого в России памятника одному из наиболее почитаемых священников Русской Православной Церкви приснопамятному архимандриту Иоанну (Крестьянкину). Чин освящения памятника совершил митрополит Орловский и Болховский Тихон.

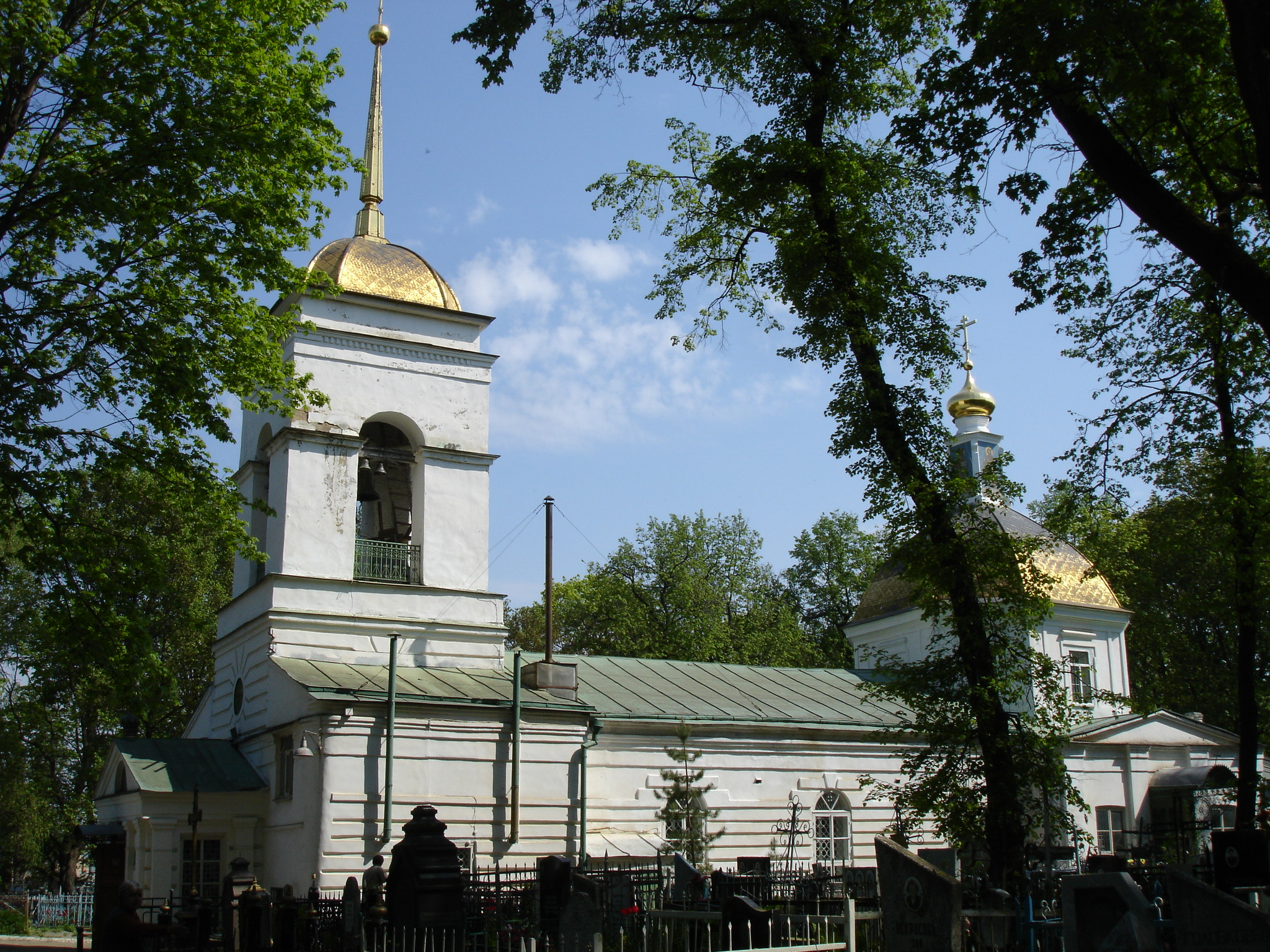
Кладбищенская Крестительская церковь

### Крестительская церковь(ЦерковьИоанна Предтечи)
.
Орёл, ул. Карачевская, 97А.
Церковь во имя святого Предтечи и Крестителя Господня Иоанна находится в юго-западной части города на Крестительском кладбище, которое было образовано здесь в 1772 году на месте небольшой часовни во имя святого Иоанна Крестителя. Кладбище является самым старым городским из ныне существующих в Орле. 13 июня 1774 года на нём была заложена и 31 июля (по другим данным 31 мая) 1777 года освящена каменная церковь во имя того же святого. Церковь стала вторым по времени заложения кладбищенским храмом города. Первоначально она была холодной и имела один престол. В 1827 году к храму пристроили трапезную с колокольней и двумя приделами во имя Скорбящей и Казанской Божьей Матери. В 1870 году церковь расширили с обеих сторон каменной пристройкой. В 1884 году кладбище было обнесено кирпичной оградой. При церкви имелась каменная двухэтажная богадельня (не сохранилась), встроенная в кладбищенскую ограду. В 1899 году при храме открыли школу грамоты. В 1938 году церковь была закрыта. Служба в ней возобновилась в 1942 году. С 1944 года использовалась под склад. Вновь открылась в 1960 году. Сюда были перевезены иконостас и богослужебная утварь из закрытой к тому времени Богоявленской церкви. Рядом с церковью хоронили священнослужителей. Первым был похоронен иконописец диакон Марко. В 1812 году здесь хоронили умерших от ран французских и русских солдат. На южной стороне кладбища находится мемориальное воинское захоронение воинов, погибших при освобождении Орла в 1943 году.

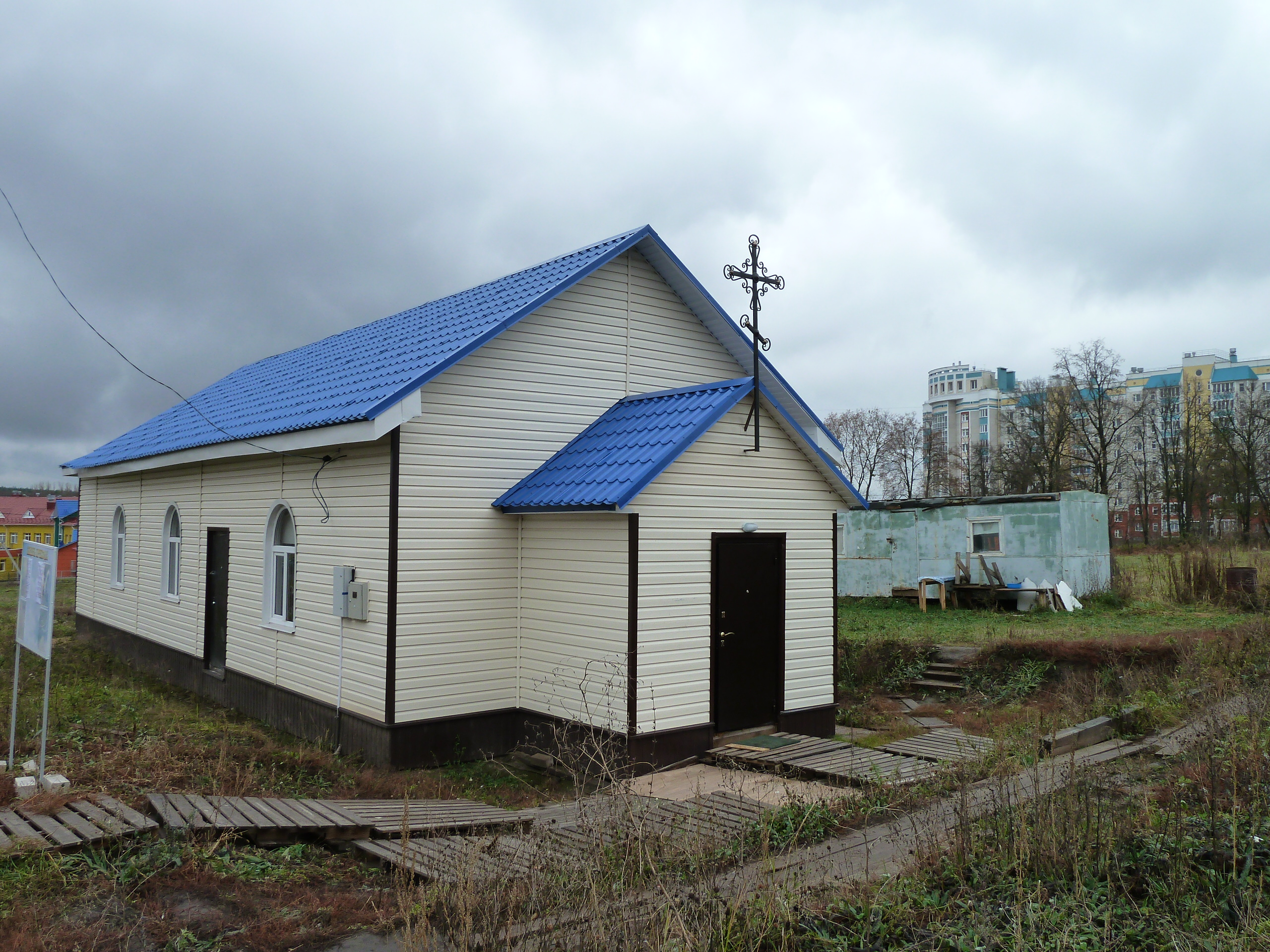
Церковь Святителя Николая архиепископа Мир Ликийских, чудотворца

### Николаевская церковь(ЦерковьНиколая Чудотворца)
Орел, ул. 5-й Орловской стрелковой дивизии.
Деревянная церковь построена в 2016 году на месте старой утраченной старообрядческой Николо-Лутовской, которая находилась на старообрядческом кладбище за городом, на левом берегу Оки (ныне микрорайон «Новая Ботаника»). С инициативой строительства нового храма выступило Орловское отделение Императорского Православного Палестинского Общества. 6 сентября 2015 года митрополит Орловский и Болховский Антоний совершил обряд освящения камня и поклонного креста в основание строительства храма во имя святителя Николая Чудотворца. В конце 2016 года в новой деревянной церкви святителя Николая Мирликийского была отслужена первая Божественная литургия.

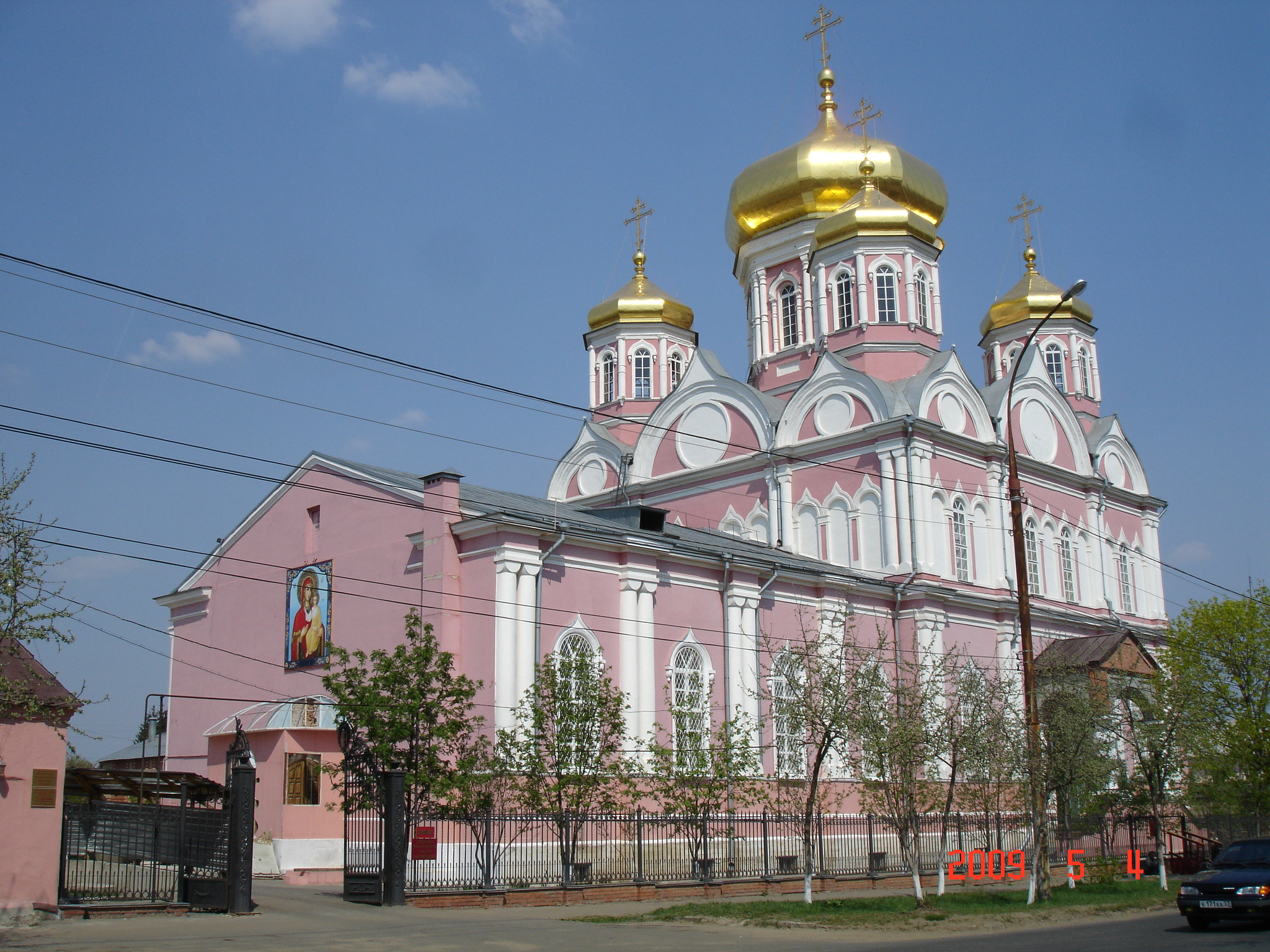
Смоленская церковь

### Смоленская церковь(ЦерковьСмоленской иконы Божией Матери)
.
Орёл, ул. Нормандия-Неман, 27.
С середины XIX века и до начала 1940-х годов в Орле существовали две Смоленские церкви.
Первая (старая) Смоленская церковь была построена в 1767—1768 годах (по другим источникам в 1777 году) по благословению преосвященного Тихона, епископа Севского и Брянского, на основании Указа, высочайше утверждённого Императрицей Екатериной II, на земле однодворца Ивана Чепахина, в самом центре Стрелецкой слободы. Алтарём она была ориентирована строго на восток, согласно православной традиции. Выделенной земли было достаточно для постройки храма, отдельно стоящей колокольни и на сад, в котором в дальнейшем была построена и новая, ныне сохранившаяся Смоленская церковь. В 1781 году к главному престолу Смоленской иконы Божией Матери был пристроен придел Нерукотворного образа Христа Спасителя, позднее ещё один — во имя великомученика Димитрия Солунского. Первая (старая) церковь была разрушена перед началом Великой Отечественной войны; на её месте позже находился кинотеатр «Комсомольский».
Новая Смоленская церковь была заложена в 1857 году. Её строительство началось с трапезной части. Строилась в традициях древнерусского зодчества по проекту орловского зодчего архитектора Н. Т. Ефимова, на средства братьев-купцов Н. М. и А. М. Сухановых. Тёплая трапезная с двумя престолами во имя Нерукотворного образа Всемилостивого Спаса и великомученика Димитрия Солунского была освящена 3 ноября 1867 года. Главный храм с престолами в честь Смоленской иконы Божией Матери и во имя Вознесения Господня строился в течение 38 лет. Был освящён в 1895 году преосвященным Мисаилом, епископом Орловским и Севским в день Собора Смоленских святых. В 1904—1908 годах была построена четырёхъярусная колокольня высотой более 52 метров. В 1899 году при церкви открыли одноклассную церковно-приходскую школу для неимущих прихожан.
В 1932 году (по другим источникам в 1938 году) храм был закрыт. В период немецкой оккупации использовался под бомбоубежище. В 1951 году была разобрана колокольня. С 1956 года в здании располагался хлебозавод № 2. В 1994 году храм возвратили общине верующих. С 10 августа 1995 года церковь вновь стала действующей. С июня 2008 по июнь 2009 года Смоленская церковь являлась кафедральным собором города Орла В 1998 году на территории Лужковского кладбища была освящена кладбищенская часовня в честь Святого великомученика Димитрия Солунского, приписанная к Смоленской церкви.

### Троице-Васильевская церковь(ЦерковьТроицы ЖивоначальнойиВасилия Великого)
.
Орёл, ул. Васильевская, 20/22.

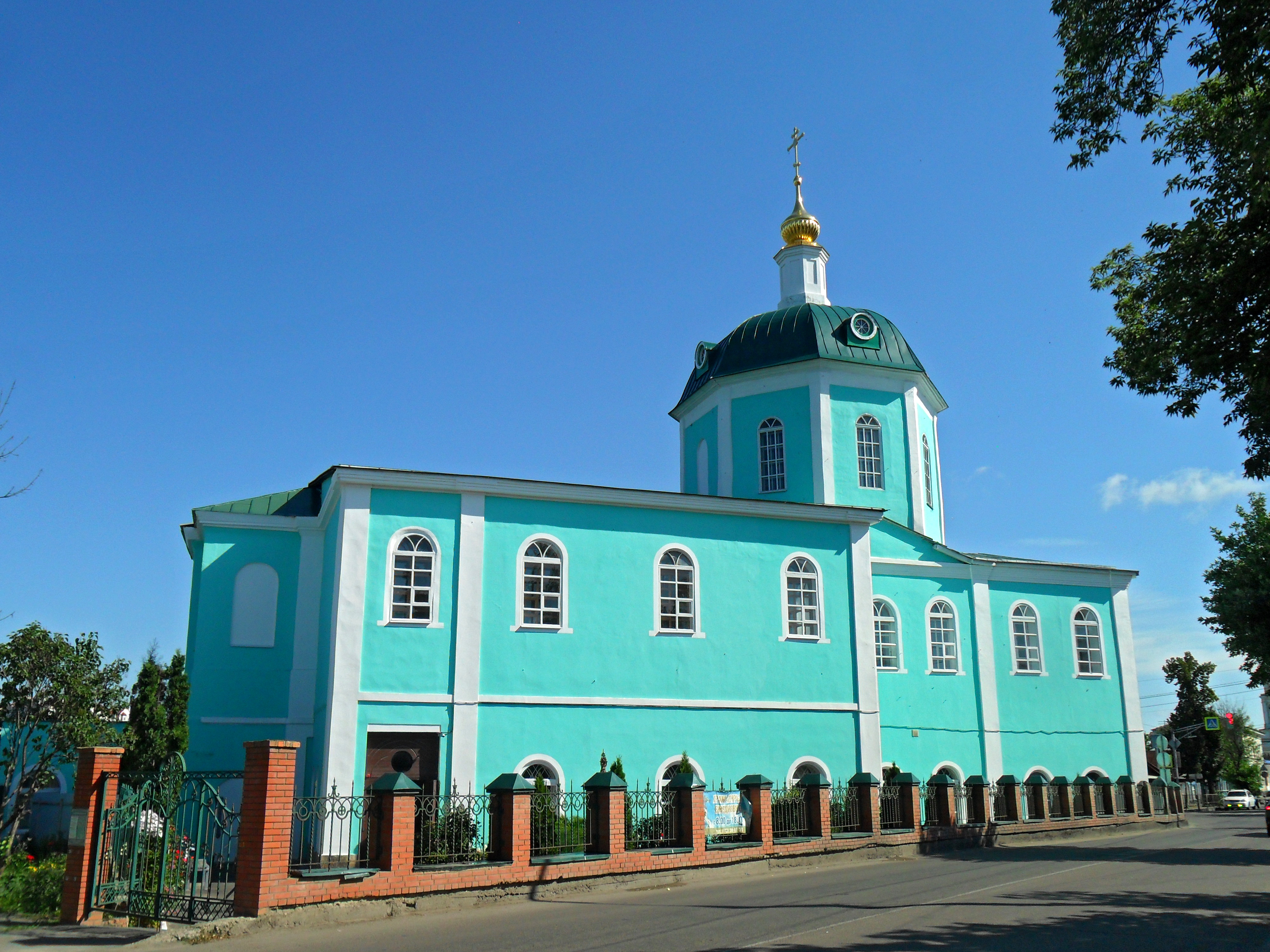
Троице-Васильевская церковь

Каменный двухэтажный храм построен на средства орловского купца Николая Васильевича Кузнецова и прихожан в 1743—1751 годах. При освящении храм первоначально имел три престола: на втором этаже — во имя Святой Живоначальной Троицы, на первом — святителя Василия Великого и в правом приделе великомученика Никиты. Первый этаж был тёплый, верхний — холодный. В 1802 году построили каменную колокольню. В 1867 году храм был расширен с обеих сторон двухэтажной пристройкой на средства орловского купца Евфимия Семёновича Шелкова. В 1872 году на верхнем этаже был освящён правый придел во имя святителя Тихона Задонского, а в 1880 году  — левый во имя Иконы Божьей Матери «Взыскание погибших». Несколько позже в нижнем этаже с левой стороны был устроен придел во имя великомученицы Варвары, иконостас которого был изготовлен на средства прихожанина Павла Ивановича Афанасьева. Таким образом, церковь к концу столетия стала двухэтажной и шестипрестольной — единственной в городе Орле. В 1881 году вокруг церкви устроили кирпичную ограду с железной решёткой. В 1896 году произвели капитальный ремонт храма снаружи, в ходе которого были позолочены кресты и купола, а верхний ярус колокольни переложен заново. В 1899—1900 годы была отремонтирована нижняя часть церкви. На колокольне было 8 колоколов, один из которых массой 318 пудов, приобретённый в 1849 году, выделялся особенной благозвучностью. С 1886 года при церкви имелась церковно-приходская школа для детей обоего пола. В состав прихода по состоянию на 1902 год, кроме городских жителей, входили две деревни: Образцово и Телегина (ныне ул. Телегинская в составе д. Образцово).
В 1920-е годы Троице-Васильевская церковь некоторое время принадлежала обновленцам, но была закрыта из-за отсутствия прихода. В 1930-е годы была разрушена колокольня и снесена венчавшая главный объём главка. С этого времени храм использовался не по назначению. С 1951 года в здании располагался областной комитет ДОСААФ, с 1972 года здесь находился городской спортивно-технический клуб ДОСААФ, в конце 1990-х здание церкви арендовала хозрасчётная организация ООО «За рулём». Решением Орловского областного Совета народных депутатов № 81-7 от 6.07.93  здание храма отнесено к памятникам архитектуры регионального значения. 24 июня 1999 года по решению городского Совета народных депутатов здание храма передано Орловско-Ливенской епархии. 12 февраля 2000 года в день празднования Собора вселенских учителей и святителей Василия Великого, Григория Богослова и Иоанна Златоуста архиепископ Орловский и Ливенский Паисий совершил освящение престола Василия Великого.

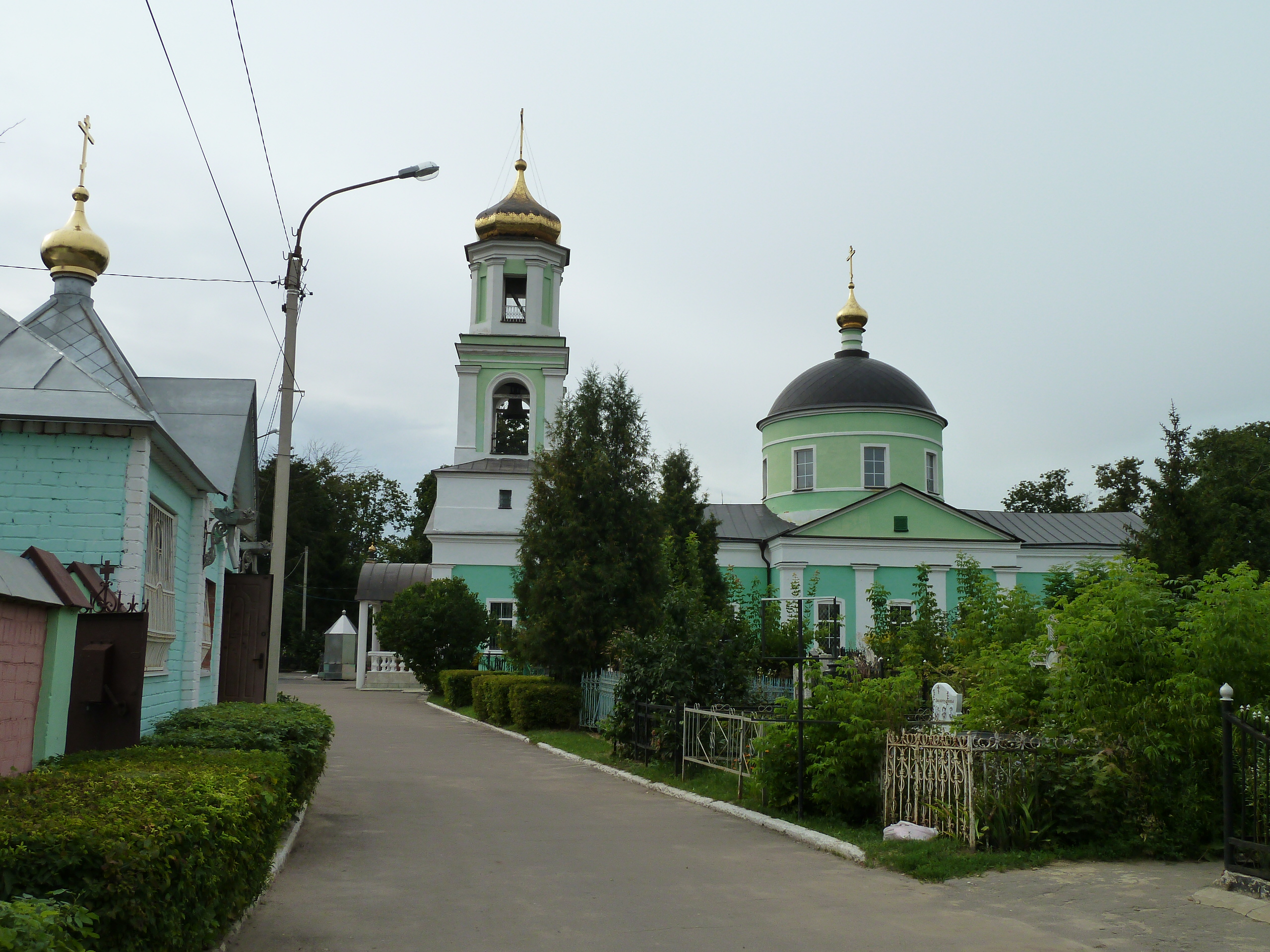
Кладбищенская церковь Троицы Живоначальной

### Троицкая церковь(ЦерковьТроицы ЖивоначальнойнаТроицком кладбище)
.
Орёл, ул. Лескова, 17.
При учреждении Орловской губернии в 1778 году под кладбище для 3-й части города было отведено новое место за городом, близ Наугорской дороги. К нему по приходскому положению были отнесены и близлежащие загородные деревни. На кладбище хоронили также умерших из Орловских богоугодных заведений. Указом Орловской духовной консистории № 447 от 19 февраля 1823 года на кладбище разрешено было построить каменную церковь на добровольные пожертвования. Новопостроенная каменная кладбищенская церковь во имя Живоначальной Троицы была освящена 18 мая 1828 года. Троицкая кладбищенская звонница первоначально состояла из двух столбов с перекладиной. В таком виде она оставалась до 1852 года, когда началось строительство новой каменной колокольни. Постройку закончили в 1854 году, но до 1856 года ещё велись отделочные работы. В 1858 году на колокольню установили колокол весом 29 пудов 14 фунтов. В 1897 году был приобретён новый большой колокол весом (с языком) 85 пудов 34 фунта и семь колоколов меньших размеров, подобранных по камертону к большому, общим весом 32 пуда.

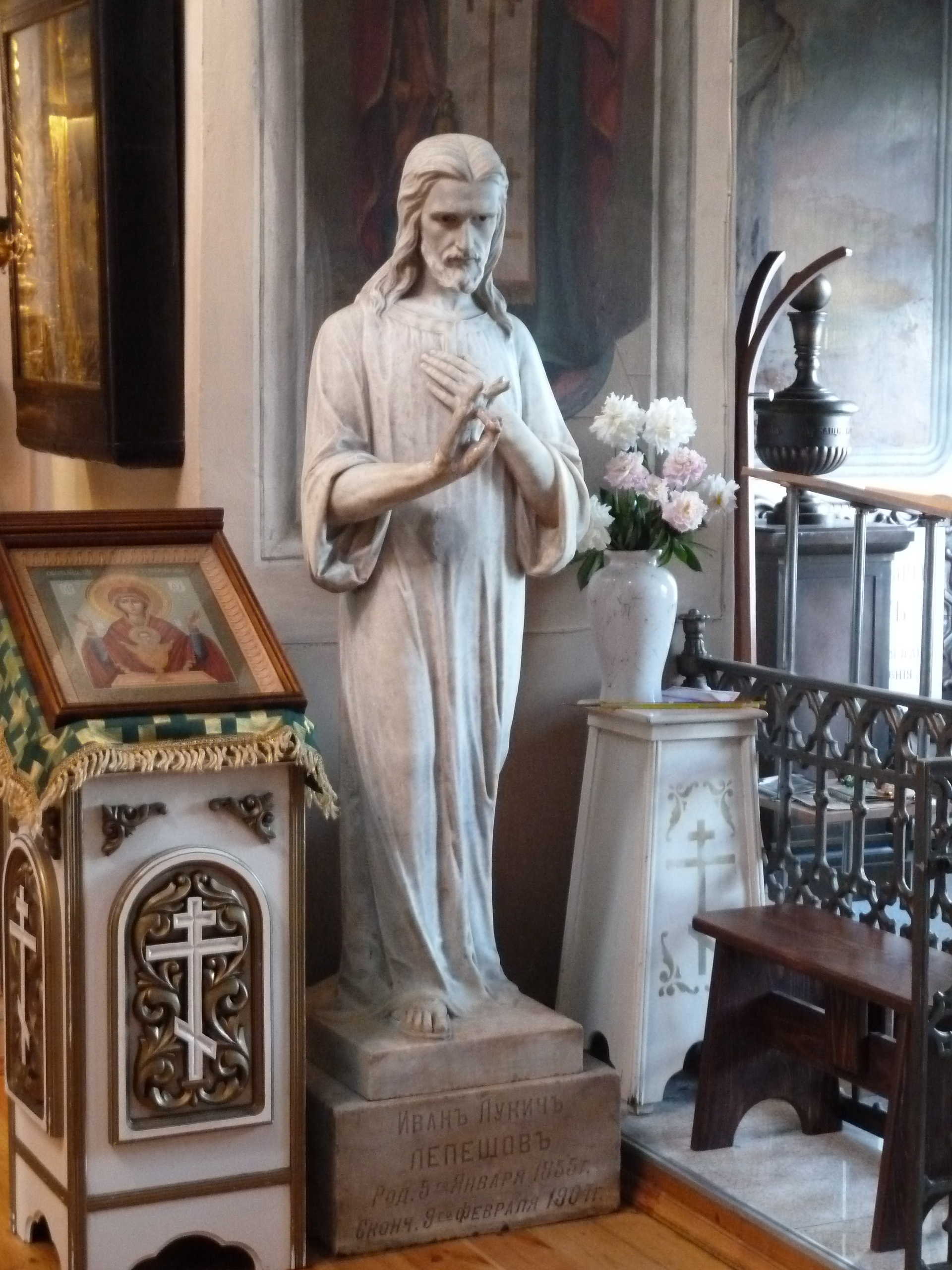
Статуя Христа в Троицком храме

30 апреля 1861 года у храма был похоронен герой Отечественной войны 1812 года генерал А. П. Ермолов. Генерала по собственному завещанию похоронили рядом с могилой отца — П. А. Ермолова. В 1864 году сыновья А. П. Ермолова Виктор, Клавдий и Север собрались поставить над могилой памятник. Но церковный священник Иоанн Мещерский предложил им вместо устройства памятника расширить церковь так, чтобы она вместила в себе могилы их отца и деда. В 1865—1867 годах по проекту архитектора В. С. Попова церковь перестроили в стиле русского классицизма, расширили с южной и северной стороны двумя приделами и соединили с колокольней. Под южным приделом был устроен склеп семьи Ермоловых, где впоследствии были похоронен сын А. П. Ермолова Клавдий и невестка Варвара (жена Клавдия).
В 1930-х годах храм был закрыт, в 1944 году возвращён общине верующих. Памятник над усыпальницей Ермоловых не сохранился. На стене церкви установлена мраморная мемориальная плита с портретом-барельефом А. П. Ермолова.
Орловский купец 1-й гильдии Иван Лукич Лепешёв на Троицком кладбище построил родовой склеп и под ним усыпальницу. После его смерти потомки возвели мавзолей, главным украшением которого стала мраморная скульптура Христа, возвышающаяся над мавзолеем. Мавзолей был разрушен после Великой Отечественной войны, а беломраморная статуя Христа с надгробным камнем купца перенесена в Свято-Троицкий храм. Автор статуи точно неизвестен. Предполагают, что им мог быть скульптор М. М. Антокольский.

### Успенский (Михаило-Архангельский) собор(СоборУспения Пресвятой Богородицы)
.
Орёл, пер. Михаило-Архангельский, 1.

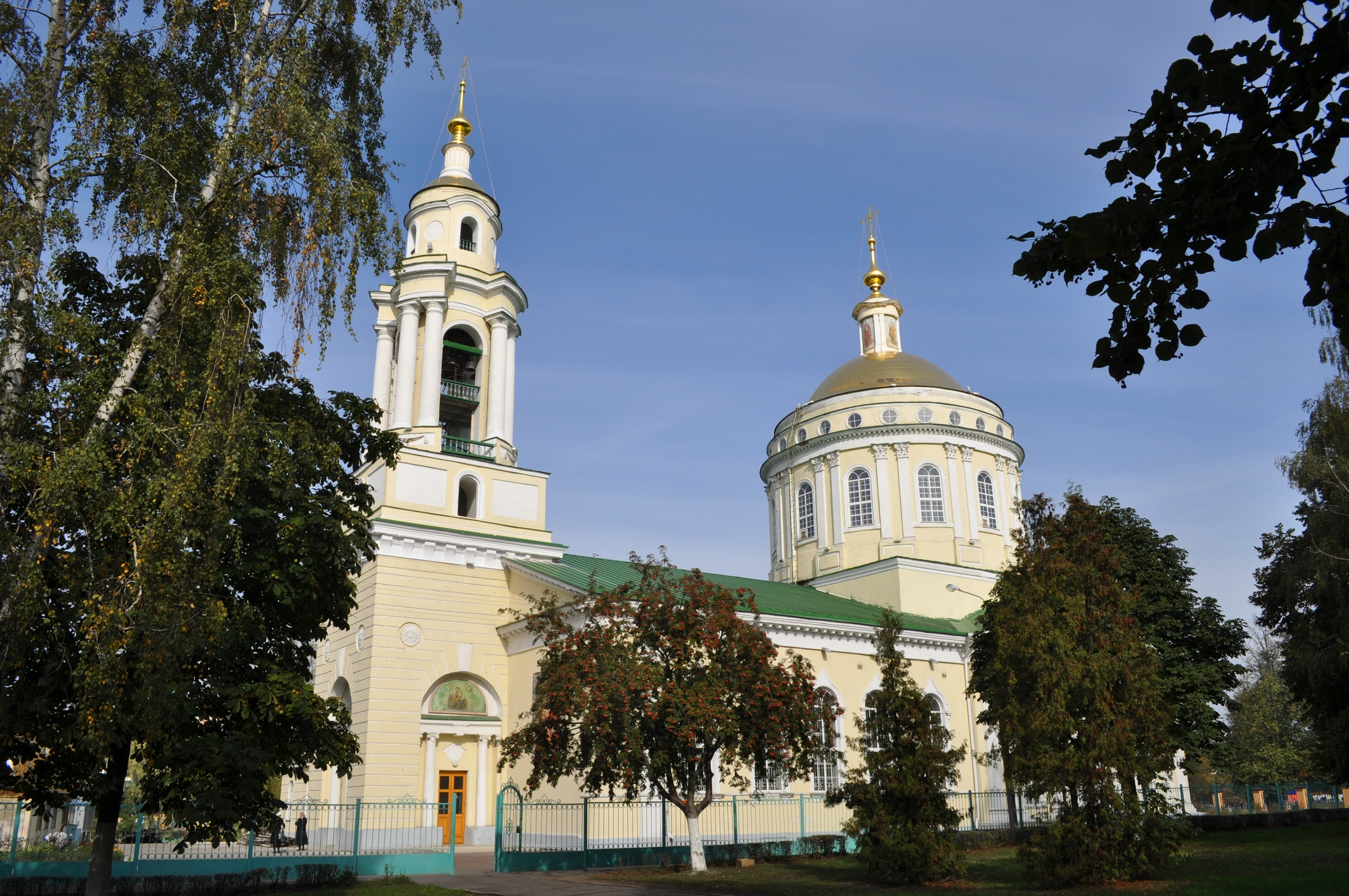
Успенский собор (Михаило-Архангельский)

Собор расположен в центре города Орла на правом берегу реки Орлик в бывшей Посадской слободе, в которой проживал служивый ратный люд. Архангел Михаил считается покровителем воинов. Поэтому за Успенской церковью с XVIII века и до наших дней в народе устойчиво закрепилось название церкви по её второму Михаило-Архангельскому престолу. В 1678 году здесь был построен каменный не отапливаемый храм Успения Пресвятой Богородицы с колокольней. В 1730 году купец Калашников выстроил рядом для зимнего богослужения тёплую каменную церковь Архистратига Михаила. К концу XVIII века оба храма стали тесны для выросшего прихода и обветшали. Их разобрали и начали строительство новой более вместительной церкви. Новая (ныне существующая) церковь была заложена 1 октября 1801 года. В 1803 году построили трапезную с двумя приделами: левый во имя Архистратига Михаила, правый — Страстной иконы Божией Матери. Завершилось строительство в 1817 году, когда был освящён главный престол во имя Успения Божией Матери с левым приделом мученика Иоанна Воина. В 1900 году в главной церкви освятили ещё один престол — святителя Феодосия, архиепископа Черниговского. В сентябре 1823 года на богослужении присутствовал император Александр I, а 2—3 февраля 1826 года в ней же покоилось тело умершего государя, когда его везли из Таганрога в Петербург.
С окончанием строительства храма город получил на длительное время (до постройки Покровской и Смоленской церквей) красивую и вместительную церковь, которая пока и не являясь соборной, но использовалась для различных торжественных мероприятий. По проекту архитектора Н. Ефимова к 1860 году была полностью перестроена трапезная, включившая в себя, отстоявшую на полметра, колокольню. Наиболее почитаемой святыней в храме была икона Страстной Божией Матери, заключенная в серебряную позолоченную ризу. В 1905 году деревянный иконостас заменили на мраморный. При церкви имелась богадельня и церковно-приходская школа (с 1890 года).
В 1923 году холодную часть храма передали под Музей религиозных искусств, а трапезную временно оставили для богослужений. Церковь была закрыта в 1932 году и использовалась под складские помещения. В середине 1970-х годов предпринималась попытка приспособить храм под центральный выставочный зал, но этот проект не был осуществлён. В 1989 году церковь передали Орловско-Брянской епархии. Михаило-Архангельский собор был вновь освящён 5 января 1990 года епископом Орловским и Брянским Паисием.

#### Часовня Михаила Архангела
Рядом с церковью находится небольшая круглая часовня-ротонда постройки начала XIX века, являющаяся образцом архитектуры зрелого классицизма. В 1928 году была закрыта и использовалась под складское помещение и как торговая точка. В 1989 году была передана Орловско-Брянской епархии.

## Свято-Введенский (Христорождественский) женский монастырь
Орёл, ул. 1-я Курская, 92.
Введенский женский монастырь был основан 30 сентября 1685 года. Первоначально располагался на левом берегу реки Орлик, на месте древнего Афанасьевского погоста, между современными улицами Ленина и 7-го Ноября. Ныне на этом месте расположена типография «Труд» и сквер Артиллеристов. После городского пожара 1843 года монастырь был переведён на новое место — юго-восточную окраину города к приходской Христорождественской церкви, которая была преобразована в монастырскую соборную. Открытие монастыря состоялось 12 ноября 1848 года. На территории монастыря находилось несколько церквей: Христорождественская, Тихвинская надвратная, Воскресенская, Троицкая и часовня Елисаветы Феодоровны. В 1923 году монастырь был закрыт, в 1930 — разрушен Христорождественский собор. В 1993 году монастырь был передан верующим, а в 1995-м в нём возродилась монашеская жизнь.

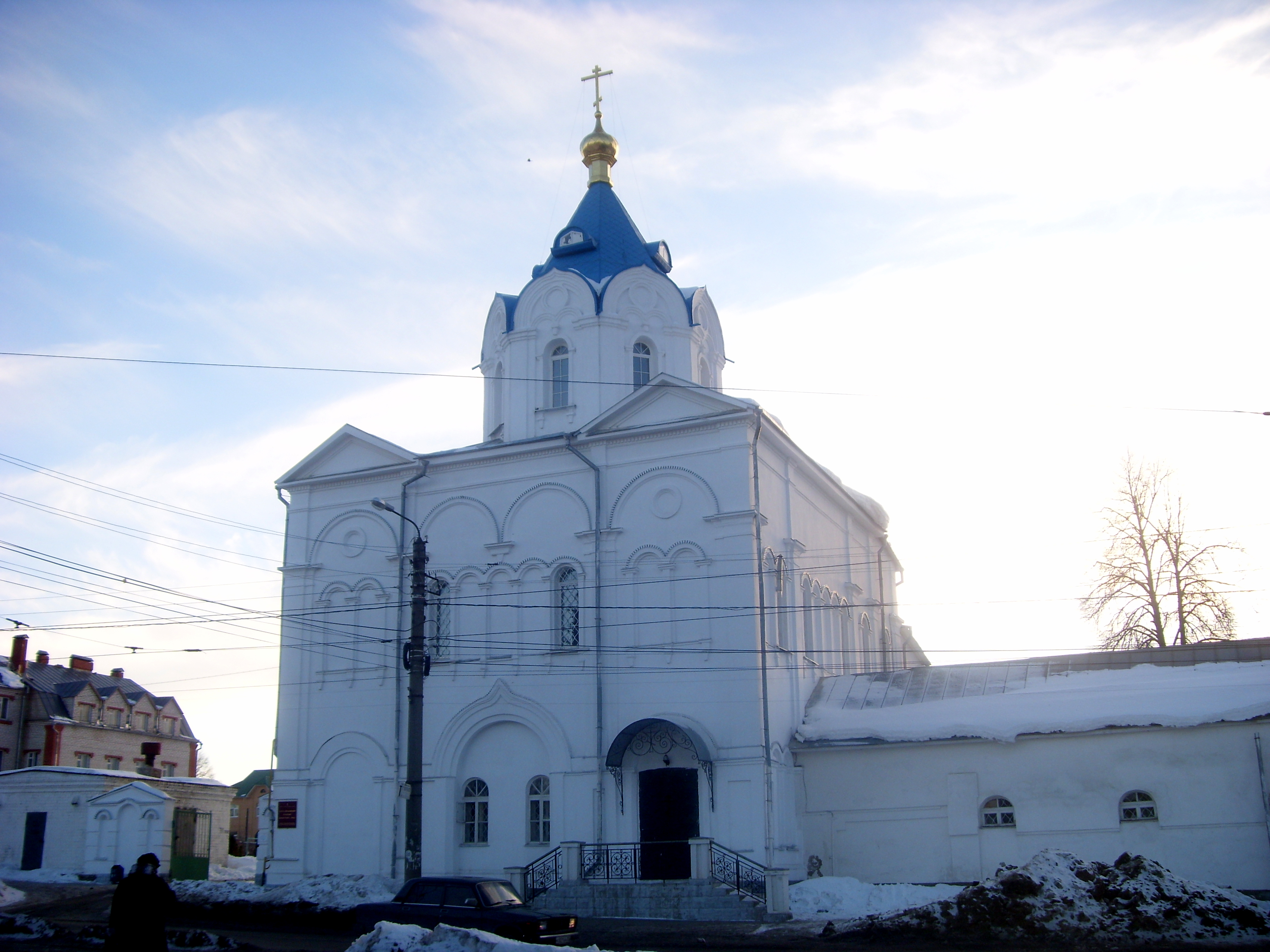
Тихвинская (надвратная) церковь

### Церковь Тихвинской иконы Божией Матери (надвратная)
Церковь в честь Тихвинской иконы Божией Матери была устроена над центральными воротами монастыря как приходская для совершения обрядов бракосочетания, крещения, проведения церковных служб семейными священниками и псаломщиками без участия насельниц обители, так как по церковным канонам «непозволительно совершать в монастырских храмах такие требы как венчание, крещение, как не соответствующие месту пребывания удалившихся от мира и семьи». Надвратная церковь была освящена 5 сентября 1865 года. В советское время использовалась как спортзал, затем здесь размещался завод резинотехнических изделий «Вулкан». Восстановлена и отреставрирована в 1996—1997 годах. Ныне Тихвинская церковь является главным храмом монастыря.

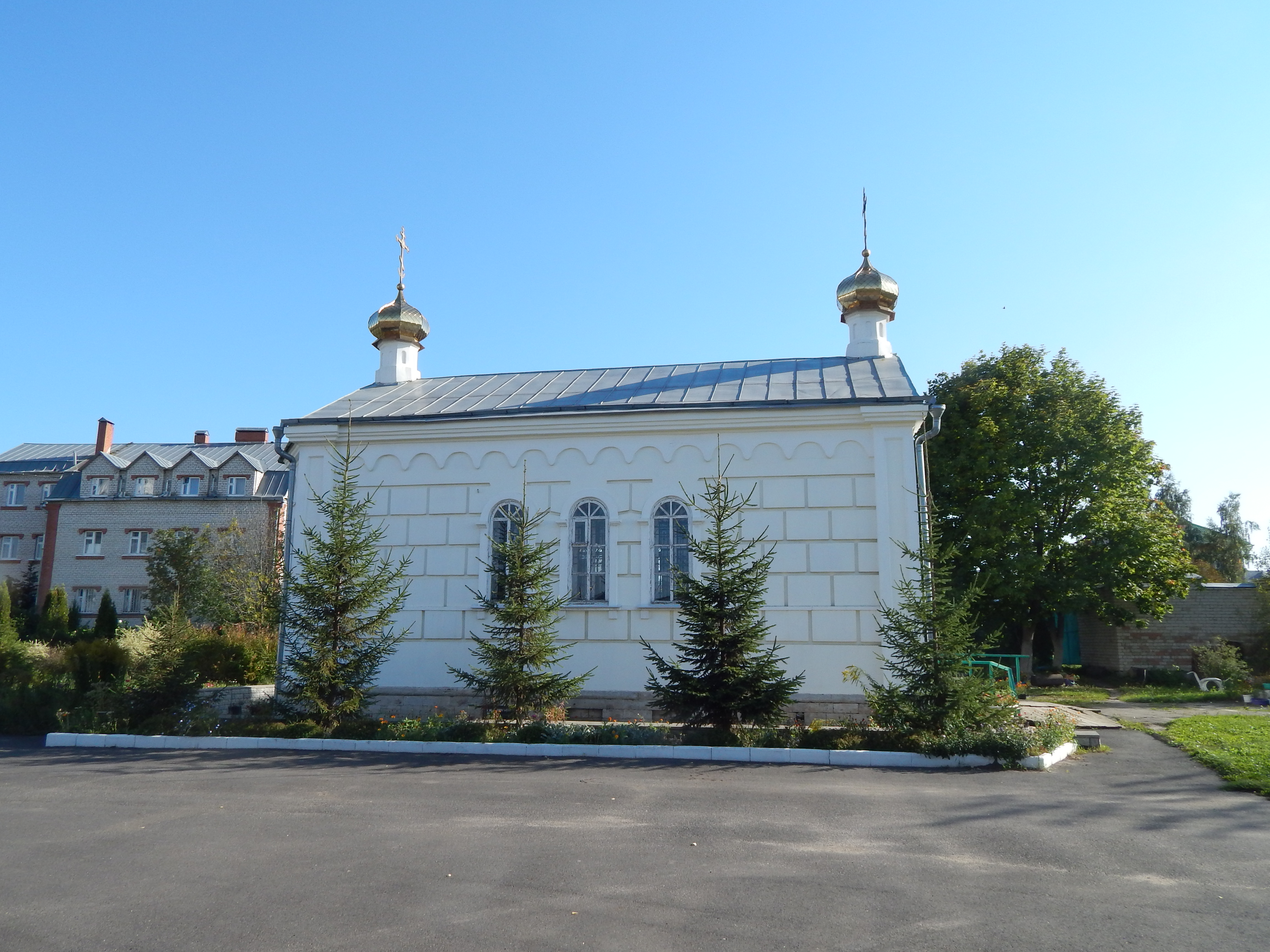
Воскресенская церковь

### Церковь Воскресения Словущего
Церковь-усыпальница Воскресения Словущего была построена в 1885 году над могилой благотворителя монастыря генерала Приклонского Николая Григорьевича. Церковь сооружена на средства вдовы генерала — Приклонской Екатерины Александровны.  В советские годы здесь располагался склад, в годы войны — скотобойня, позже мастерская по ремонту обуви, склад завода «Вулкан». Храм представляет собой прямоугольную в плане постройку под двускатной кровлей с главкой. В 1995 году был вновь возвращён монастырю, а в 2007 — повторно освящён.

### Часовня Елисаветы Феодоровны
В 1851—1857 годах монастырь обнесли кирпичной оградой с четырьмя угловыми башнями-часовнями. В советские годы ограду и и две башни разобрали на кирпич. В 1993 году верующим было передано здание одной из сохранившихся башен в северо-восточной части ограды монастыря. Часовню посвятили преподобномученице Великой Княгине Елисавете Феодоровне, которая при своей жизни два раза посещала эту обитель.

### Собор Рождества Христова
Христорождественская приходская церковь была заложена в 1800 году в центре Рождественской площади на юго-восточной окраине города Орла. В 1804 году выстроили и освятили трапезную церкви. Полностью храм был выстроен и освящён в 1822 году. В 1844 году, после городского пожара 1843 года, к Христорождественской церкви был переведён Введенский женский монастырь и Рождественская церковь была преобразована в монастырскую соборную. С 1848 по 1854 год внутри храма были устроены два престола: Введения во храм Пресвятой Богородицы (правый) и Рождества Богородицы (левый). В 1923 году, после закрытия монастыря, его постройки были отданы под рабочий городок железнодорожников. В 1930-е годы Христорождественский собор был разрушен.

### Церковь Троицы Живоначальной
В 1886 году под Тихвинской церковью была устроена усыпальница бывшей игуменьи Серафимы — настоятельницы Свято-Введенского монастыря в 1821—1845 годах, останки которой перенесли с Троицкого кладбища. В 1887 году над усыпальницей была сооружена и в том же году освящена Троицкая церковь. Храм сломали в середине XX века, а место усыпальницы было залито слоем бетона.

## Свято-Успенский мужской монастырь
Орёл, ул. Ермолова, 13а.

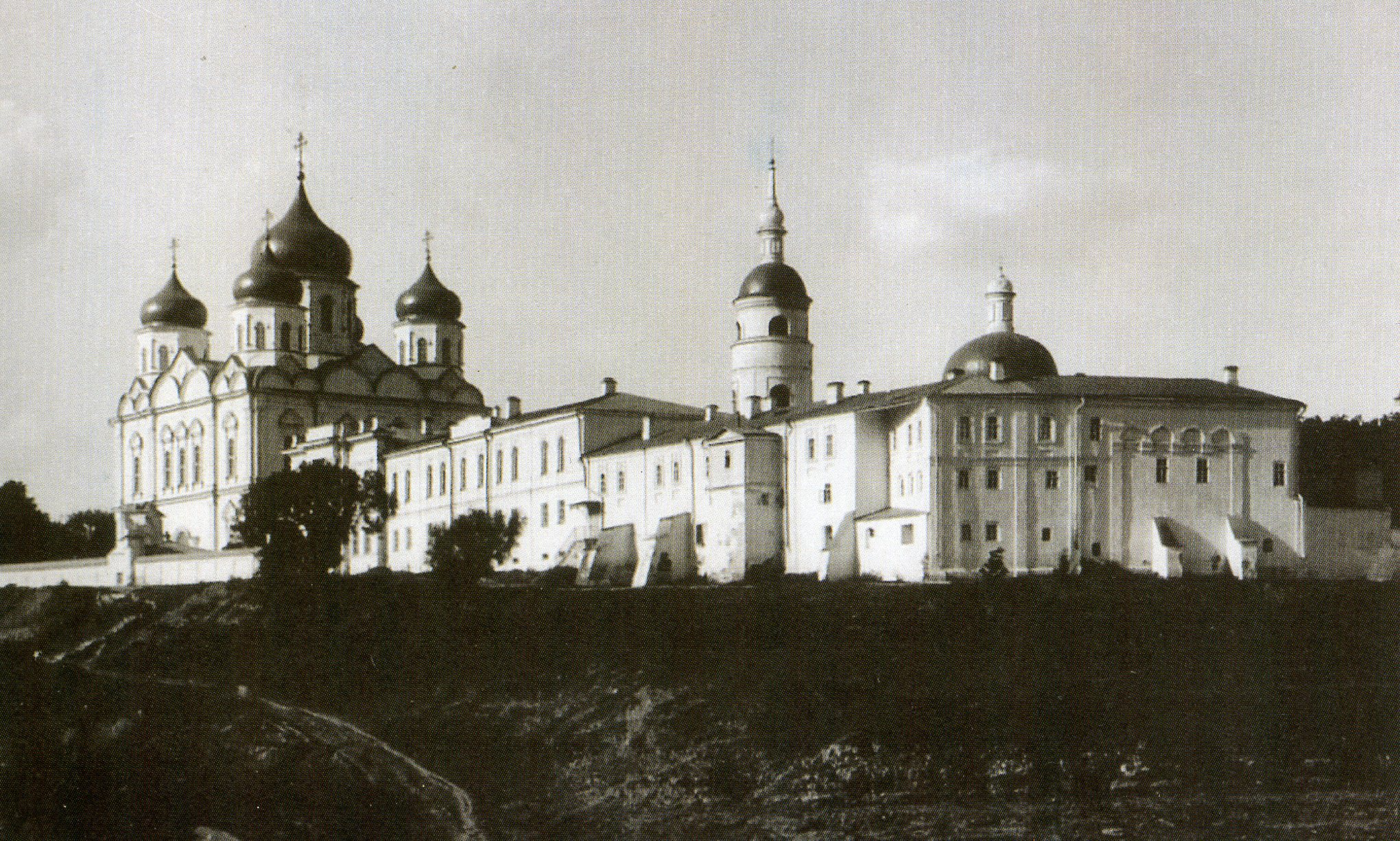
Троицкий (слева) и Успенский соборы мужского монастыря. Фото начала XX века

Богоявленский мужской монастырь был основан на Ввозной горе, на левом берегу Оки ниже по течению от Орловской крепости, после её основания в 1566 году. В Смутное время монастырь, как и город Орёл был разорён. В 1640-х годах был возобновлён при Богоявленской церкви в остроге крепости. В 1680 году пожар уничтожил монастырь и он был возвращён на прежнее место, и переименован в Свято-Успенский. Главным храмом монастыря, по имени которого он наименован, стала каменная церковь во имя Успения Пресвятой Богородицы, построенная с колокольней в 1688 (по другим сведениям в 1691) году. В 1693 году над центральными воротами была построена каменная Петропавловская церковь, сгоревшая в 1794 году, после чего не восстанавливалась. 3 января 1820 года Успенский монастырь был упразднён и на его территории разместился архиерейский дом (резиденция епископов Орловской епархии), перенесённый из Севска. Монахи были переведены в Мценский Петропавловский монастырь. На архиерейском подворье находилось монастырское кладбище. После Октябрьской революции весь комплекс архиерейского дома, включавший в себя пять действующих храмов, жилые и хозяйственные постройки, использовался для размещения различных учреждений. Здесь, в разное время, располагались: коммуна-фабрика № 3 трудового воспитания беспризорных детей, Орловский педагогический институт, квартиры преподавателей института, лыжная база, общежития, столовая, в начале Великой Отечественной войны — военный госпиталь, после освобождения Орла — лагерь военнопленных, пересыльная тюрьма, воспитательно-трудовая колония несовершеннолетних, база областной ГАИ. В 1992 году территорию бывшего Успенского монастыря передали Орловско-Брянской (с 1994 года Орловско-Ливенской) епархии. С 1996 года началось возрождение монастыря.

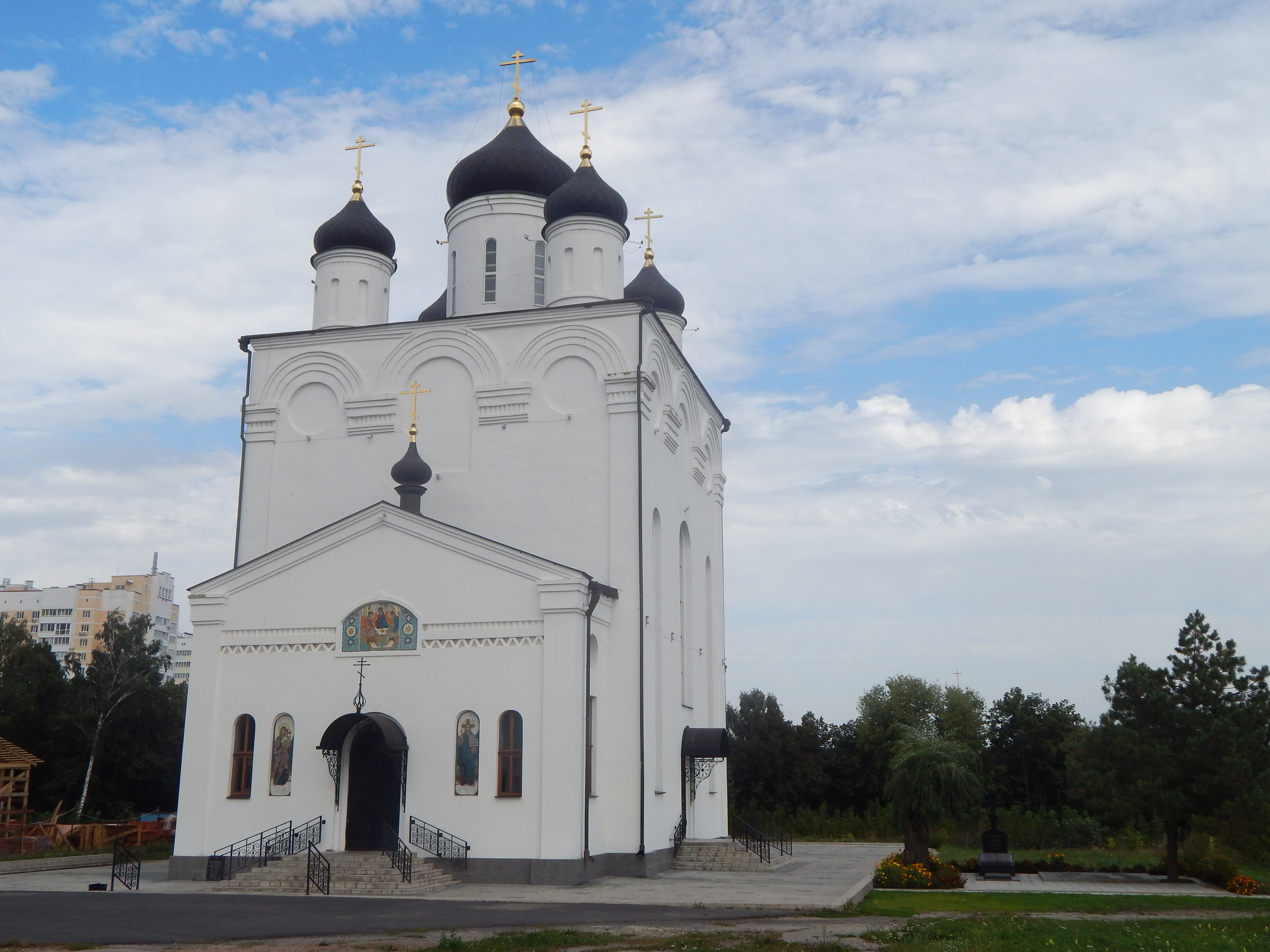
Казанский собор

### Собор Казанской иконы Божией Матери
Строительство нового соборного храма было начато в 1999 году на новом месте. 4 ноября 2011 года, в день почитания Казанской иконы Божией Матери, архиепископ Орловский и Ливенский Антоний совершил освящение Казанского собора Свято-Успенского мужского монастыря. Собор представляет собой крупный кирпичный пятиглавый четверик, стилизованный под зодчество второй половины XVII века.

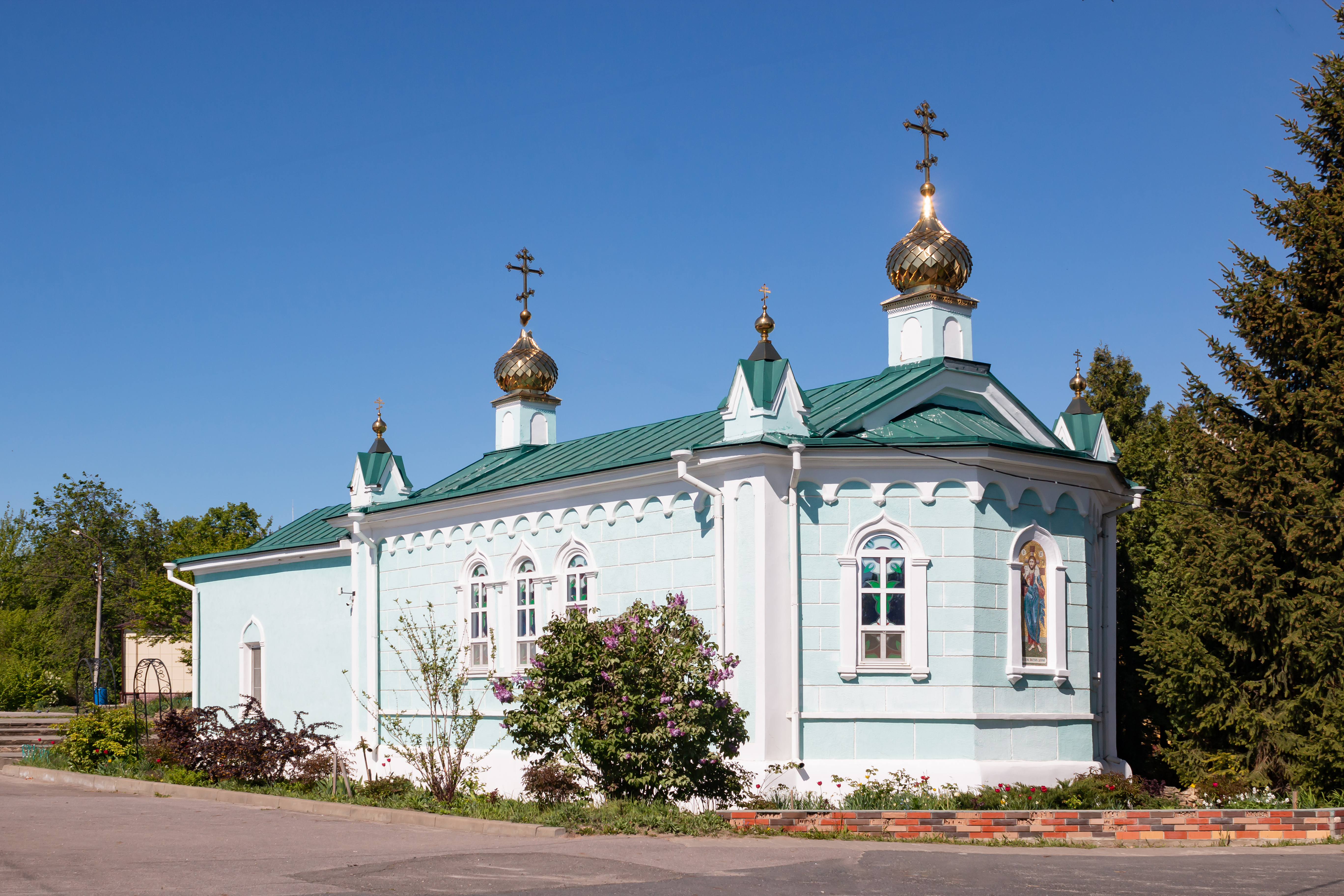
Троицкая церковь

### Церковь Троицы Живоначальной
Церковь Троицы Живоначальной была построена в 1843—1845 годах как усыпальница семьи Кочубей на средства сенатора Аркадия Васильевича Кочубея. В 1830—1837 годах он занимал пост губернатора Орловской губернии. Здесь были погребены его мать, жена и двое сыновей, могилы которых на сегодняшний день утрачены. Троицкий храм был построен по проекту архитектора Николая Ефимовича Ефимова. Троицкая церковь была закрыта в 1923 году. В 1980-х годах использовалась как художественная мастерская. В 1992 году церковь была возвращена общине верующих и отреставрирована. 22 января 1993 года восстановленная церковь была освящена епископом Орловским и Брянским Паисием. Храм представляет собой прямоугольное здание под двускатной кровлей с двумя главками на фронтонах. С 1998 года является домовым храмом православной гимназии имени священномученика Кукши.

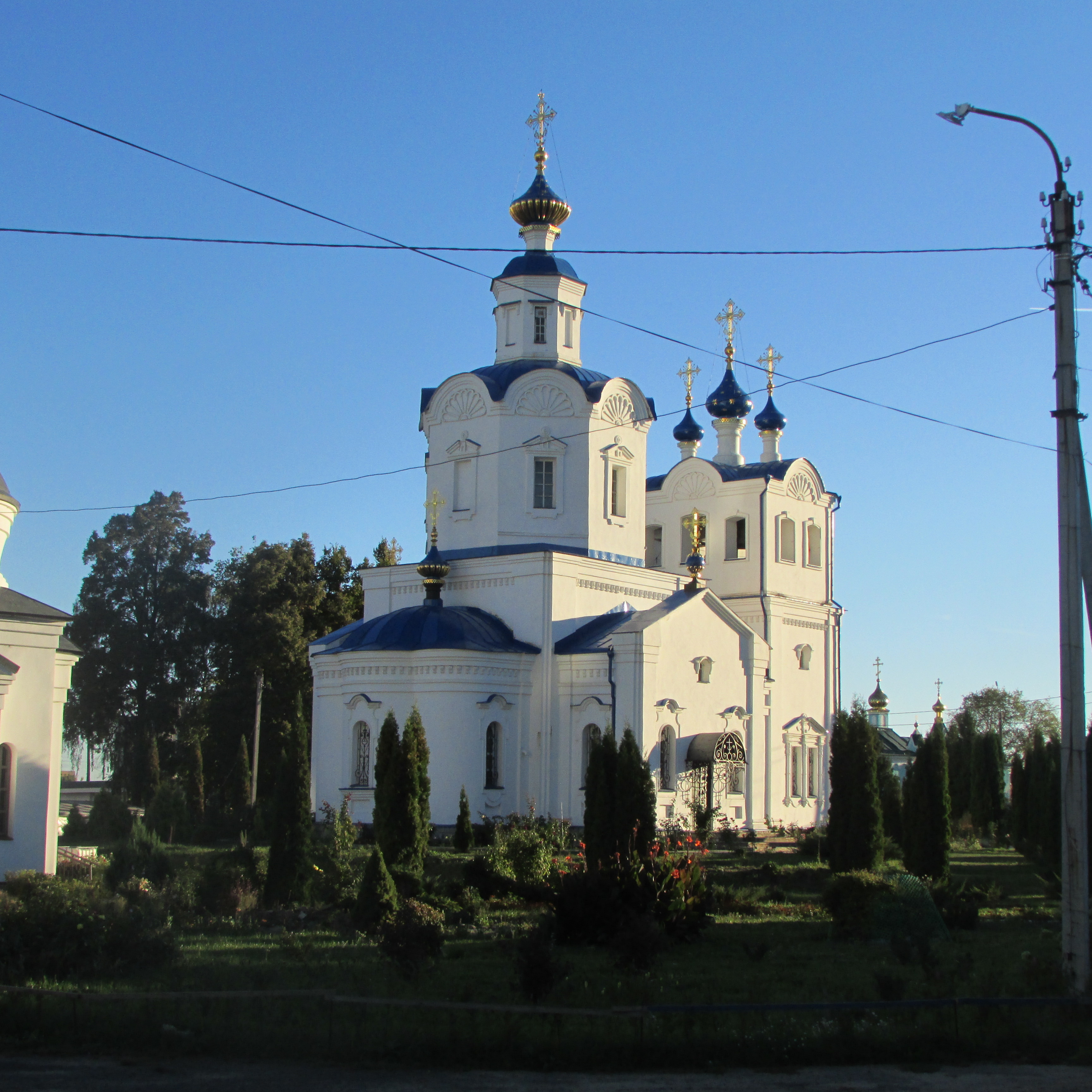
Успенская церковь

### Церковь Успения Пресвятой Богородицы
Каменная церковь Успения Пресвятой Богородицы была построена в 1688 (или 1691) году. В 1700 году к ней пристроили придел Рождества Иоанна Предтечи. В день закладки Успенского храма иноки бывшего Богоявленского монастыря преподнесли вновь заложенной обители, слывшую чудотворной, икону Успения Пресвятой Богородицы, которая впоследствии стала главной святыней Успенского храма. В 1980 году здание старой Успенской церкви было разобрано, хотя остатки Успенской и Предтеченской церквей сохранялись до 1990 года. 28 августа 1991 года на месте, где находился алтарь Успенской церкви был установлен памятный крест. В целях увековечения памяти орловцев, всех павших на орловской земле в годы гражданской и Великой Отечественной войн и всех жертв репрессий, а также во имя гражданского согласия поколений было принято решение о возрождении на месте разрушенного монастырского собора храма-памятника во имя Успения Божией Матери. В 1992 году был заложен и в 2002 освящён новый храм типа восьмерик на четверике, стилизованный под памятники московского барокко, с прямоугольной звонницей, построенный по проекту архитектора М. Б. Скоробогатова.

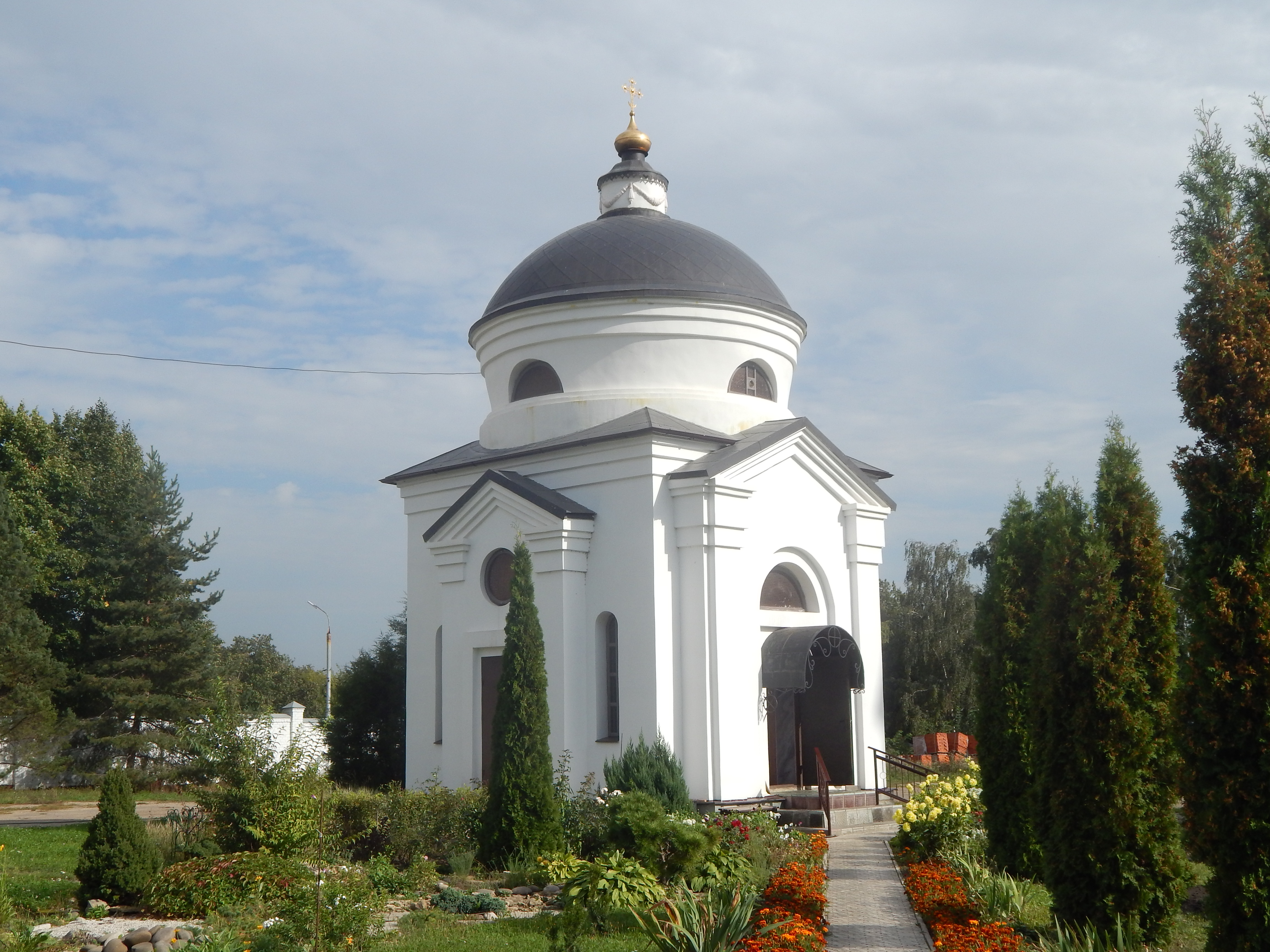
Водосвятная часовня Александра Невского

### Часовня Александра Невского
Кирпичная однокупольная часовня в стиле неоклассицизма сооружена на территории монастыря в 2004—2006 годах. В 2006 году она была освящена в честь благоверного князя Александра Невского. Часовня находится над артезианской скважиной, которая имеет глубину 148 метров. В часовне находится серебряная ёмкость для сбора, хранения и освящения воды, а также краны источника. В часовне Благоверного Князя Александра Невского совершается водосвятный молебен.

### Собор Троицы Живоначальной
Троицкая пятиглавая соборная церковь была построена в 1860—1879 годах на территории Верхнего сада Архиерейского дома по проекту архитектора Н. Е. Ефимова. В 1865 году приехавший для освидетельствования обрушившейся Покровской церкви архитектор Маевский запретил возведение купольных сводов Троицкого собора. По просьбе епископа был разработан проект устройства над собором деревянных куполов с последующей штукатуркой их с внутренней стороны и обшивкой железом снаружи. Храм был освящён в 1879 году. Собор взорвали в 1930-е годы. В настоящее время от него сохранились лишь подвалы под алтарными апсидами.

## Часовни
Православные часовни города Орла представляли (и сегодня представляют) собой отдельно стоящие небольшие сооружения без специального помещения для алтаря. Строились они вблизи храмов, на кладбищах, площадях и других местах. Многие приходские, кладбищенские церкви, а также монастыри имели свои часовни. Такие «приписанные» часовни могли находиться не рядом с храмом, а и в других частях города. Например на Щепной площади находилась часовня, построенная на средства орловских кузнецов, которая была приписана к Троице-Васильевской церкви. В 1854—1856 годах в каменной ограде Крестительского кладбища были сооружены кирпичные ворота (ныне сохранившиеся) с часовней при них. В 1886 году была возведена кирпичная часовня на улице 1-я Пушкарная около моста через ручей, впадавший в Орлик (на месте ручья сегодня улица Зелёный Ров). У Покровской церкви стояла часовня Иосифа Песнописца, построенная в память спасения Александра II от покушения в 1866 году. В память об этом же спасении императора на Ильинской (ныне Сквер Танкистов) площади в 1867 году была сооружена часовня во имя благоверного князя Александра Невского. Часовню разобрали во время реконструкции Сквера Танкистов. До начала 1980-х годов на правом берегу Оки, у Октябрьского моста (неофициальное название в народе — «Герценский мост») сохранялась каменная часовня на месте издавна существовавшей здесь орловской Струговой пристани. Последняя часовня, построенная в городе в дореволюционное время (в 1912 году), находилась на братском гарнизонном воинском кладбище (ныне здесь сквер перед заводоуправлением ПО «Научприбор»), открытом в 1890 году. Единственной сохранившейся и дошедшей до нас подобной культовой постройкой является Михаило-Архангельская часовня-ротонда при Успенском (Михаило-Архангельском) соборе.

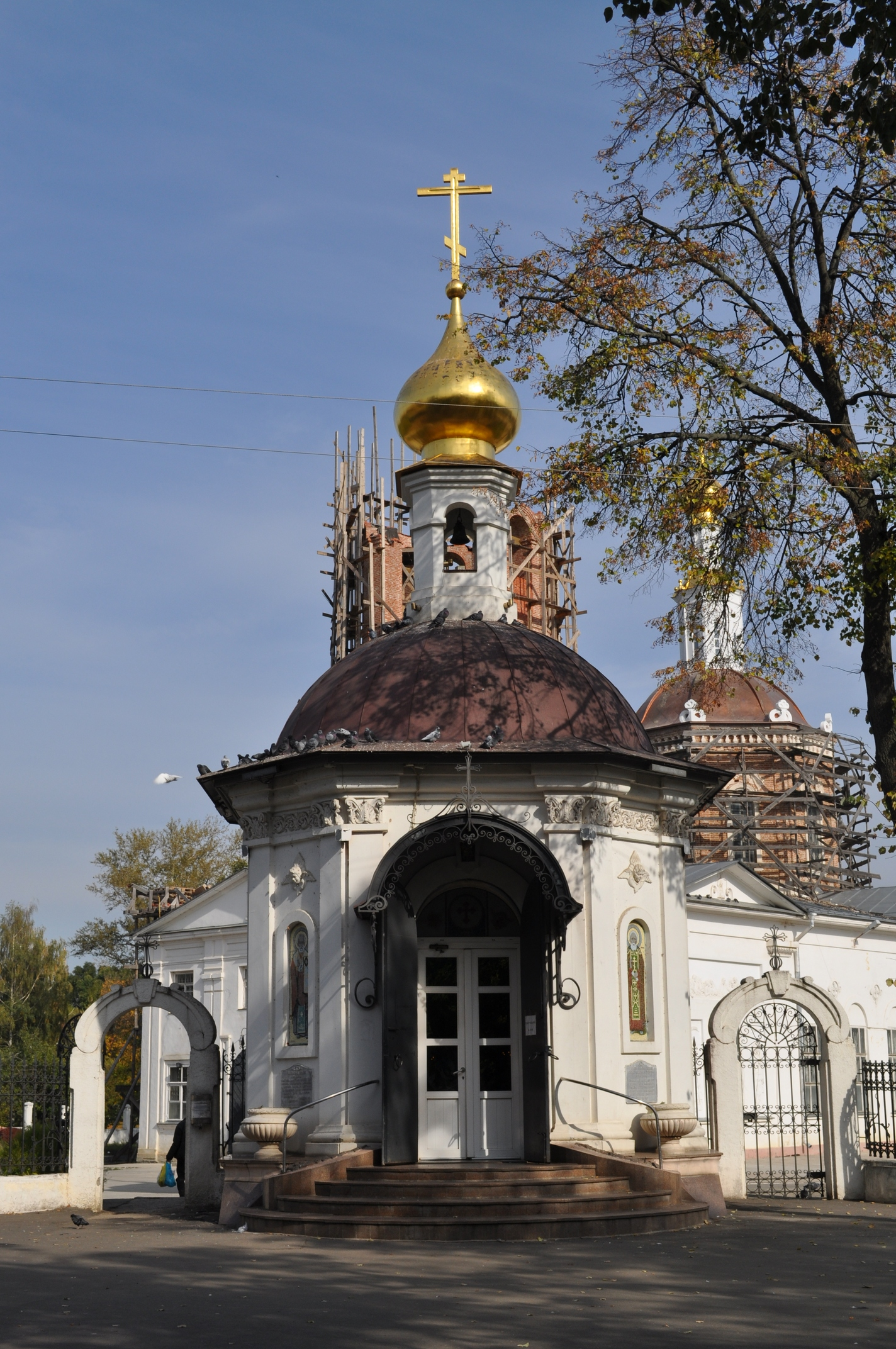
Часовня Всех Святых при Богоявленском соборе

В конце 1990-х годов в Орле стали сооружаться новые храмы-часовни.

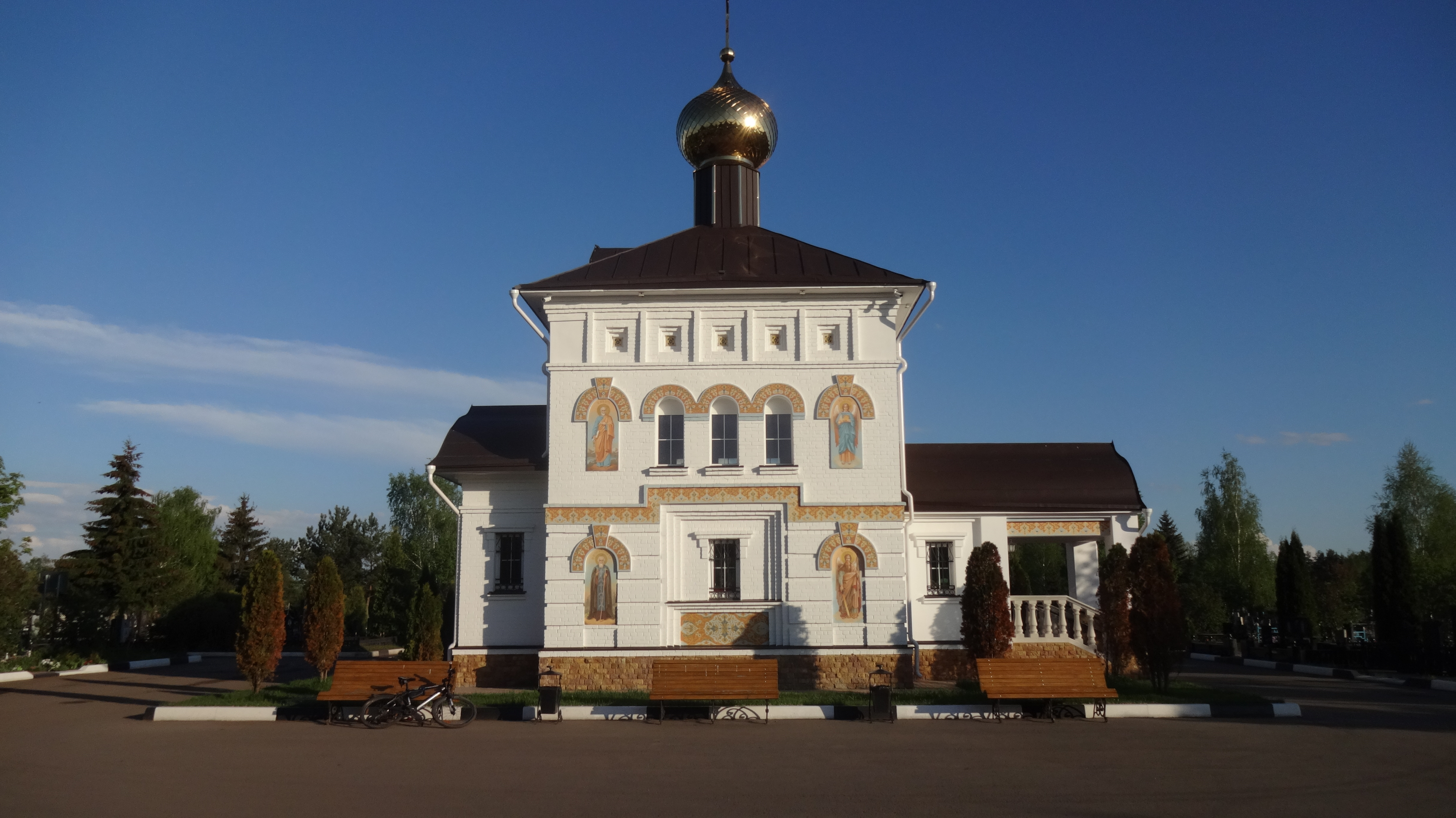
Часовня Димитрия Солунского на Лужковском кладбище

### Часовня Димитрия Солунского
В 1995—1998 годах по проекту архитектора Г. Т. Ракитина на Лужковском кладбище была построена часовня в виде небольшого храма. В конце января 1998 года часовня была освящена во имя великомученика Димитрия Солунского.

### Часовня Всех Святых
В 1997—1998 годах по проекту архитекторов Е. Д. Брзенкова, В. В. Плотникова, Е. Е. Борзенкова у Богоявленской церкви над возрождённым источником бывшего Богоявленского мужского монастыря была возведена надкладезная часовня во имя Всех Святых. Часовню освятил 9 августа 1998 года архиепископ Орловский и Ливенский Паисий. Кирпичная восьмигранная одноглавая часовня расположена над скважиной, по которой со 140-метровой глубины поднимается вода и стекает по кресту внутри самой часовни.

### Александро-Невская часовня(Храм-часовня святого Александра Невскогона Крови)
Часовня Александра Невского, расположенная на южной окраине города в 909-м квартале, возведена в память о героическом подвиге воинов-десантников 201-й воздушно-десантной бригады, которые 3 октября 1941 года десантировались на орловском аэродроме и на этом месте вступили в неравную схватку с танковой группой Гудериана, наступавшего на Орёл. С винтовками, ручными гранатами сражались против танков и наступавшей пехоты. Эти несколько часов обороны Орла десантниками позволили должным образом организовать оборону под Мценском и приостановить продвижение немцев к Москве. В бою погибло более 600 десантников. Часовня является памятником культового зодчества всем воинам, погибшим в дни фашистской оккупации города Орла. Строительство часовни было начато в октябре 2004 года, полностью закончено (расписана и установлен колокол) в апреле 2008 года. Храм-часовня представляет собой небольшое сооружение эклектичной архитектуры — четверик, увенчанный звонницей под луковичным куполом. В том же году возле часовни Александра Невского был установлен памятный знак в честь воинов-десантников.